# Time 100
A Time 100 é uma lista anual das 100 pessoas mais influentes do ano no mundo, como elaborado pela revista Time. Foi primeiro publicada em 1999 como um resultado de um debate entre vários acadêmicos e que elegeu as 100 pessoas mais influentes do Século XX. A partir de 2004, a lista se tornou um evento anual. Apesar de ser considerada uma honra aparecer na lista, a revista deixa claro que cada pessoa selecionada é reconhecida por mudar o mundo, não importando as consequências de suas ações.
Os escolhidos são geralmente divididos em categorias que variaram ao longo dos anos, tais como Líderes, Artistas, Ícones, Heróis, entre outras. Xi Jinping é a pessoa que mais vezes apareceu na lista, tendo sido citado treze vezes. Barack Obama e Oprah Winfrey foram citados onze vezes cada. 

## Pessoas incluídas na lista

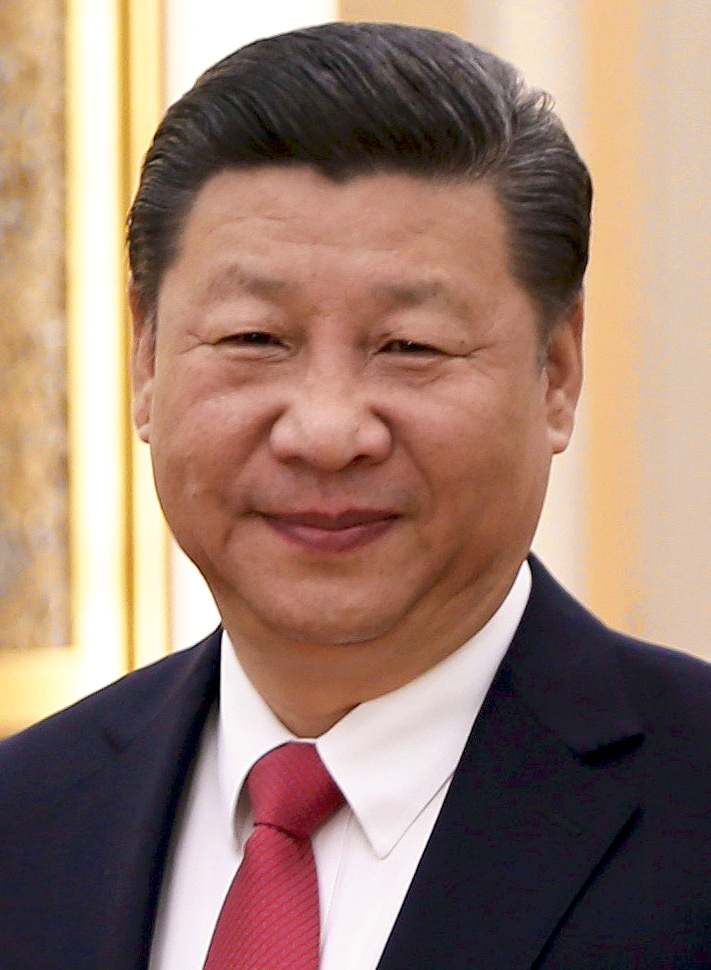
Xi Jinping apareceu na lista treze vezes, número recorde na lista.

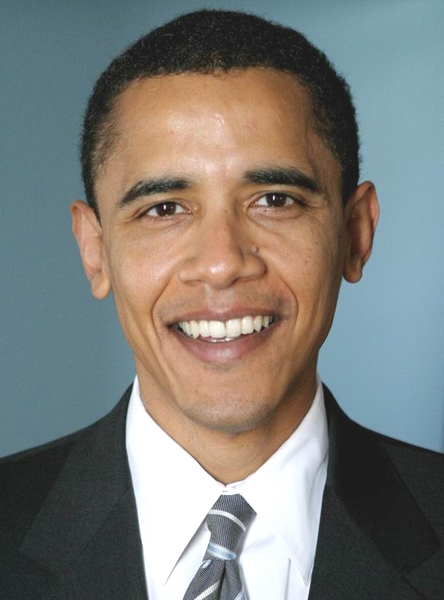
Barack Obama foi citado onze vezes.

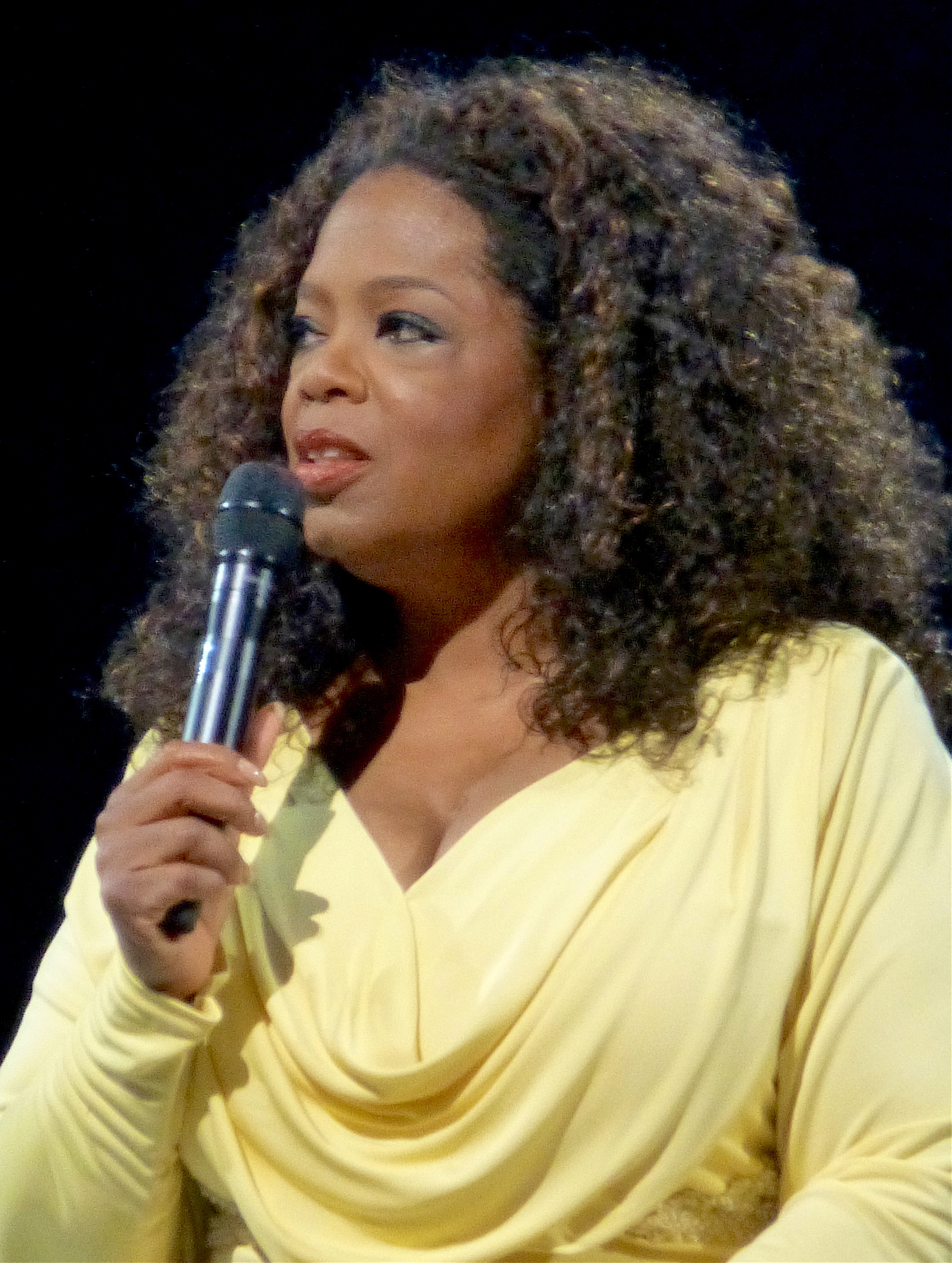
Oprah Winfrey também foi selecionada onze vezes.

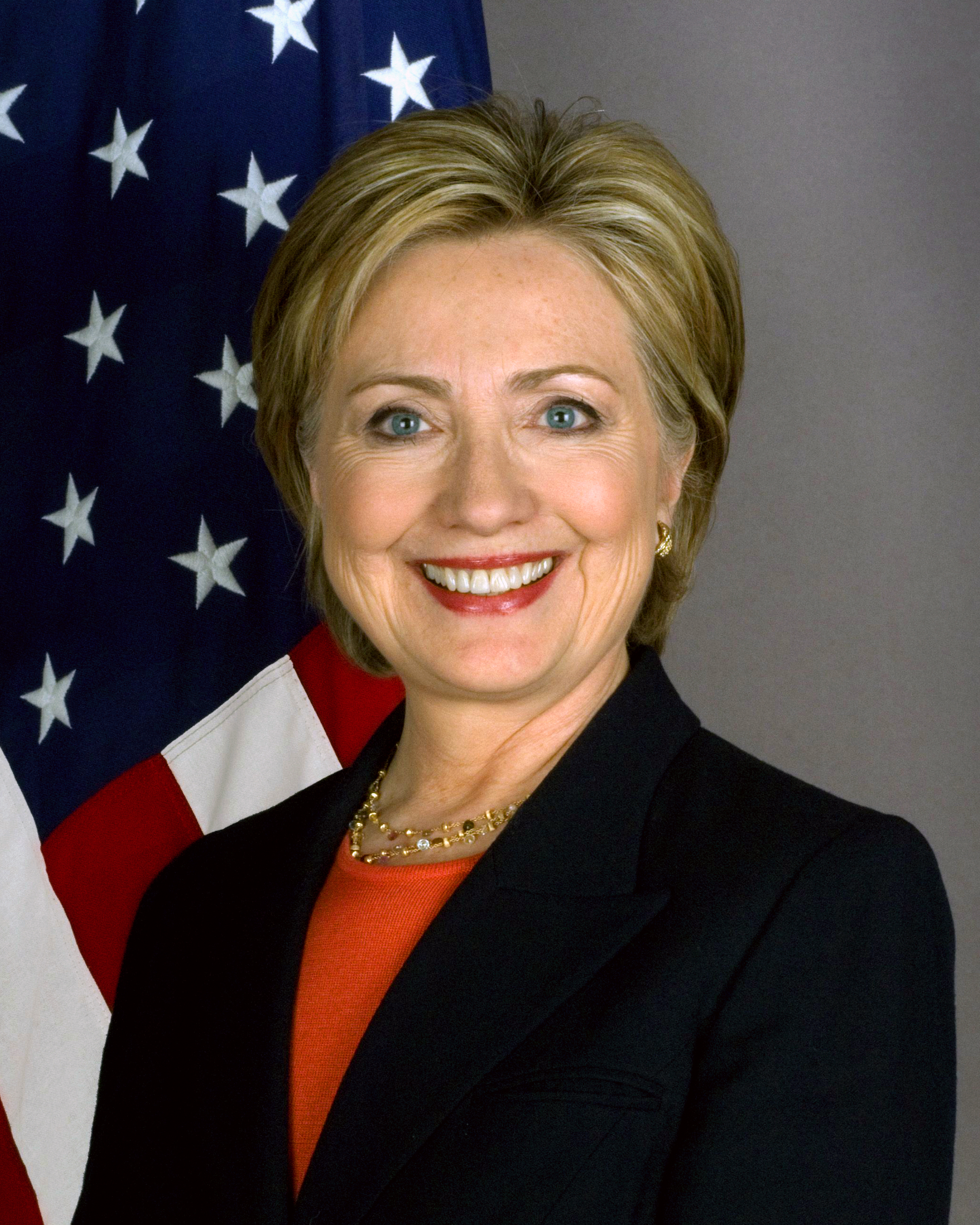
Hillary Clinton foi selecionada dez vezes.

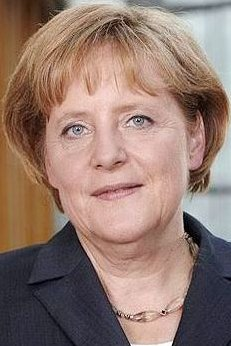
A alemã Angela Merkel apareceu nove vezes na lista.

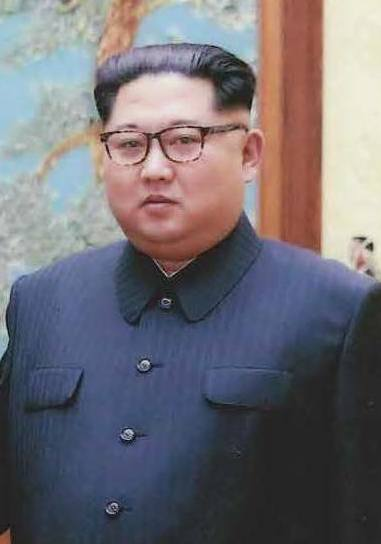
Kim Jong-un foi listado em oito ocasiões.

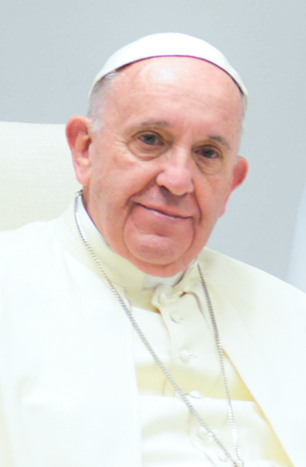
O Papa Francisco apareceu na lista seis vezes.

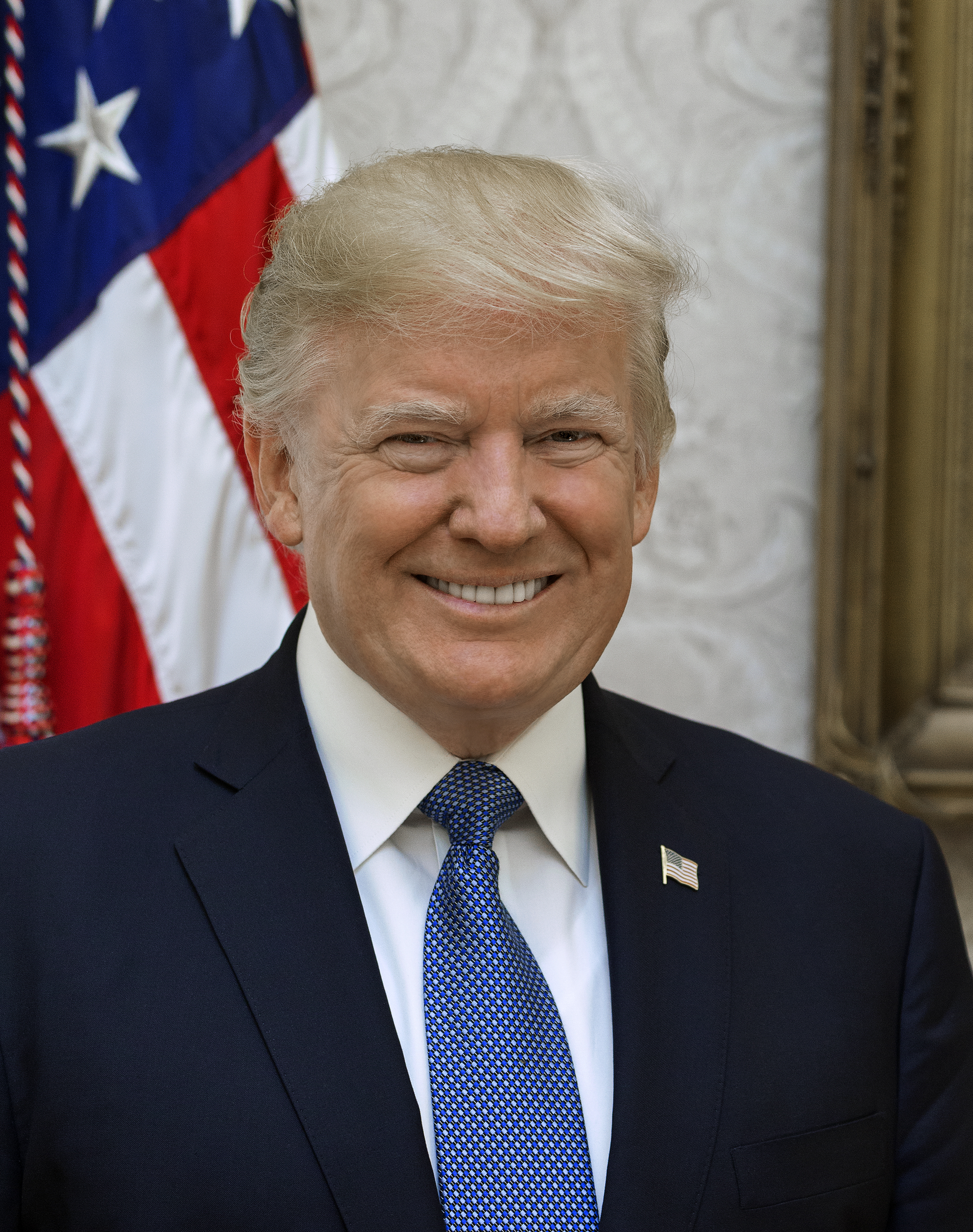
Donald Trump foi incluído por seis vezes.

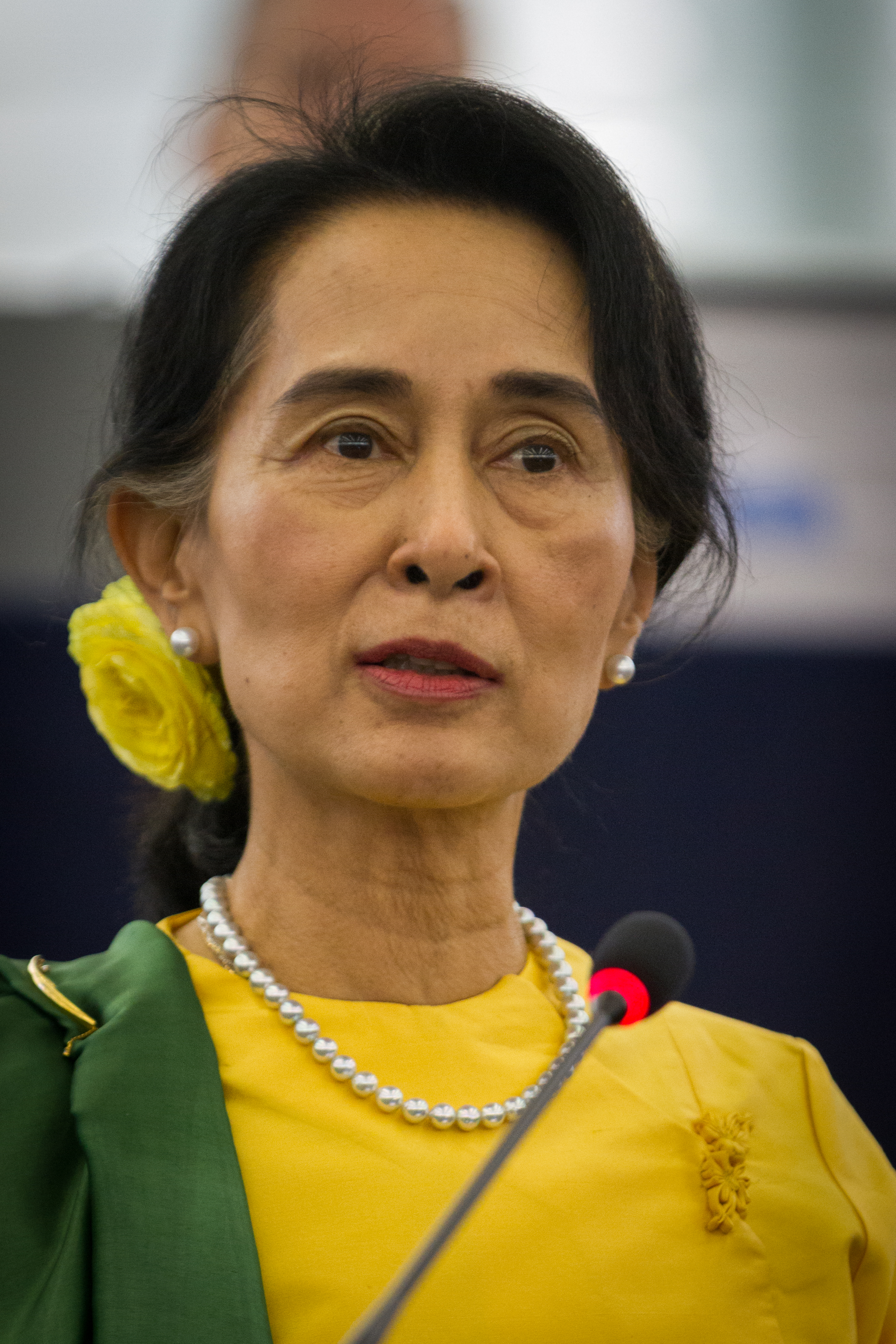
Por cinco vezes, Aung San Suu Kyi esteve entre os listados.

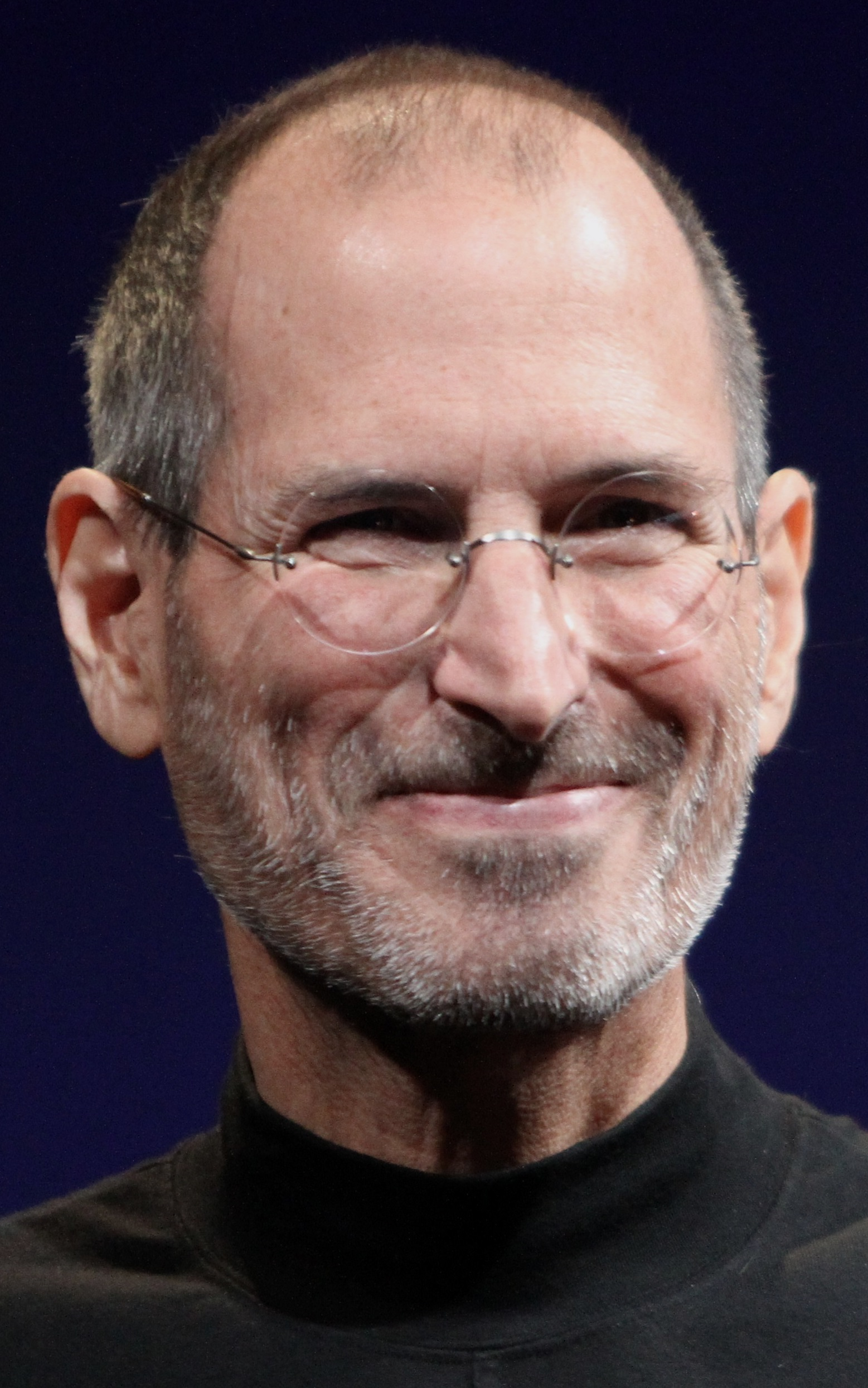
Steve Jobs foi selecionado cinco vezes.

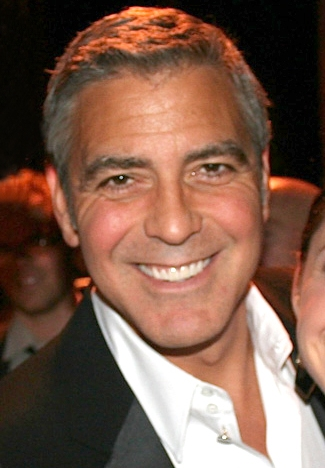
O ator George Clooney foi citado quatro vezes.

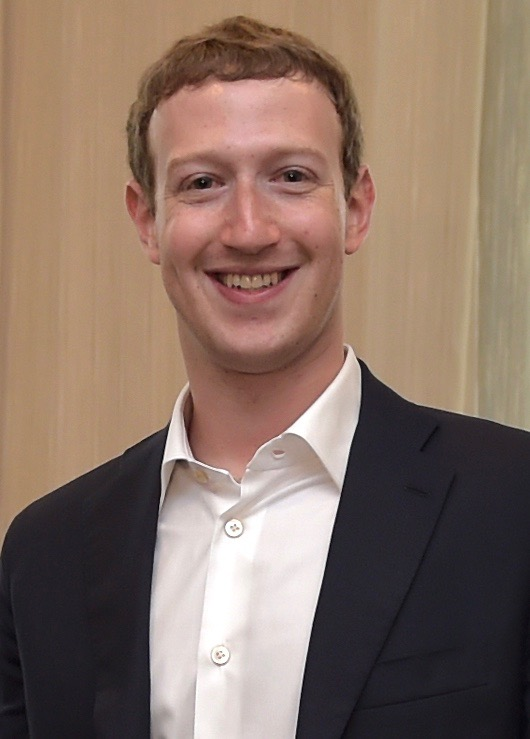
O criador do Facebook, Mark Zuckerberg foi citado quatro vezes.

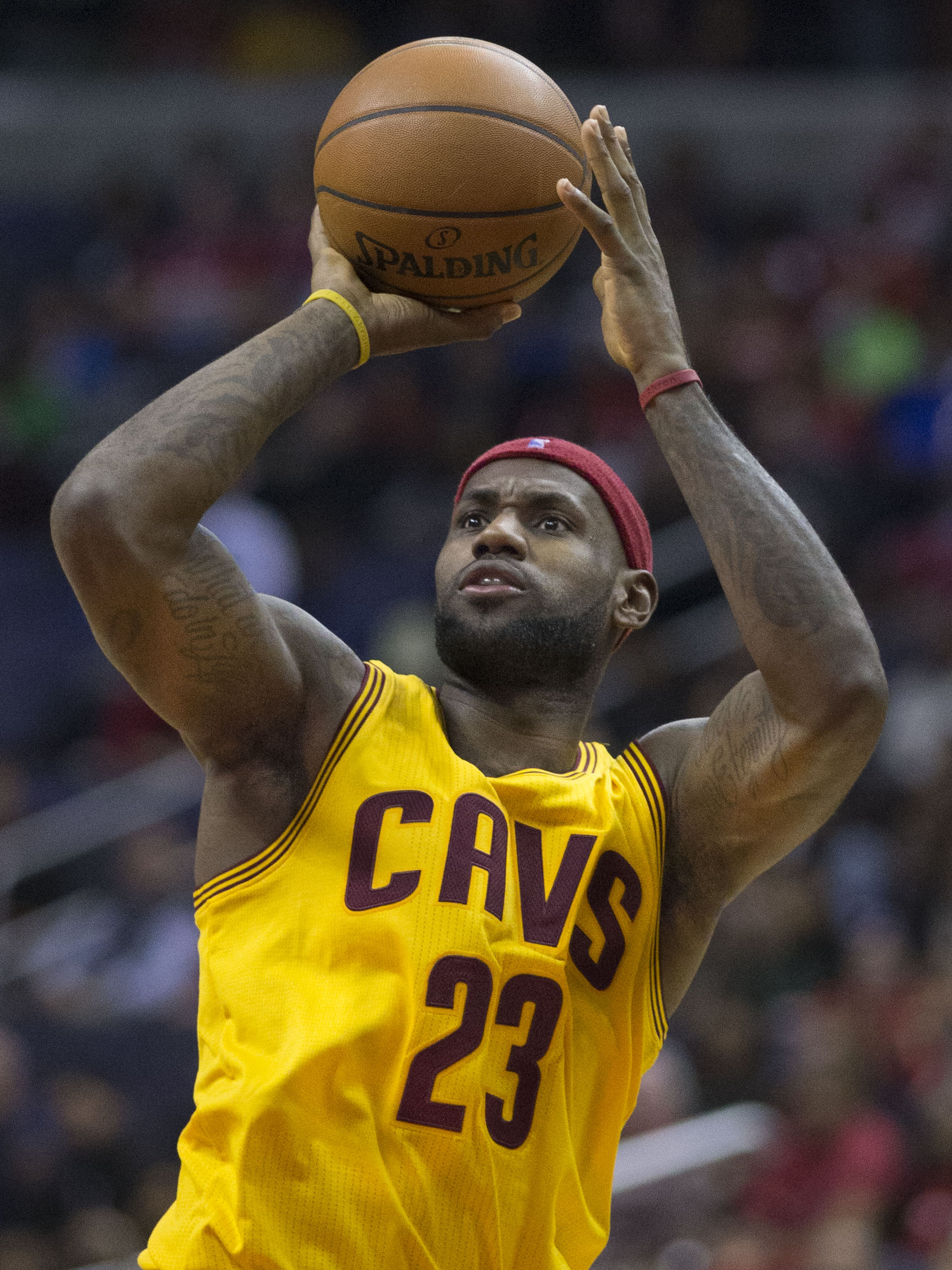
O jogador LeBron James apareceu quatro vezes na lista.

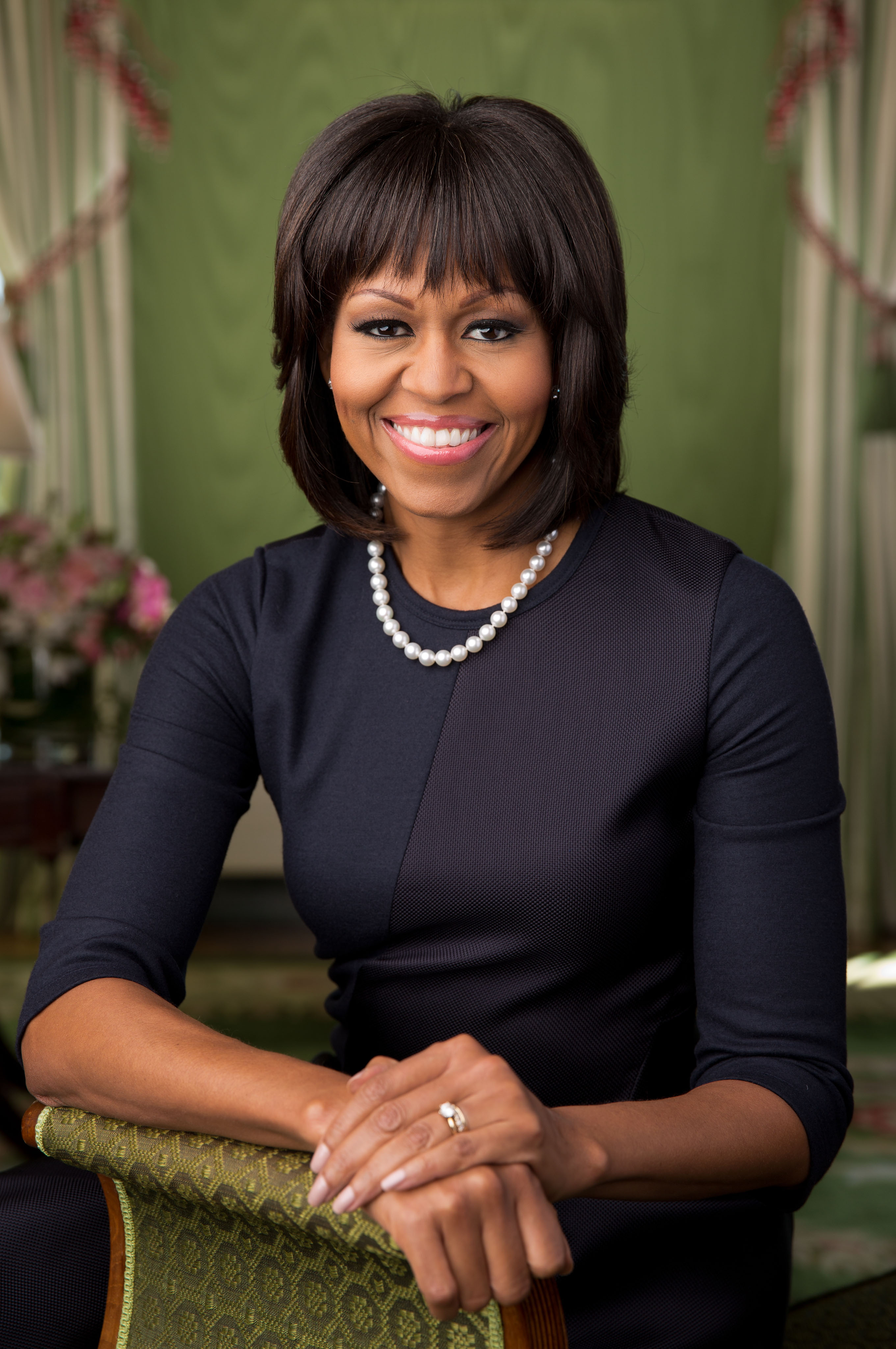
Michelle Obama foi lembrada em quatro anos.

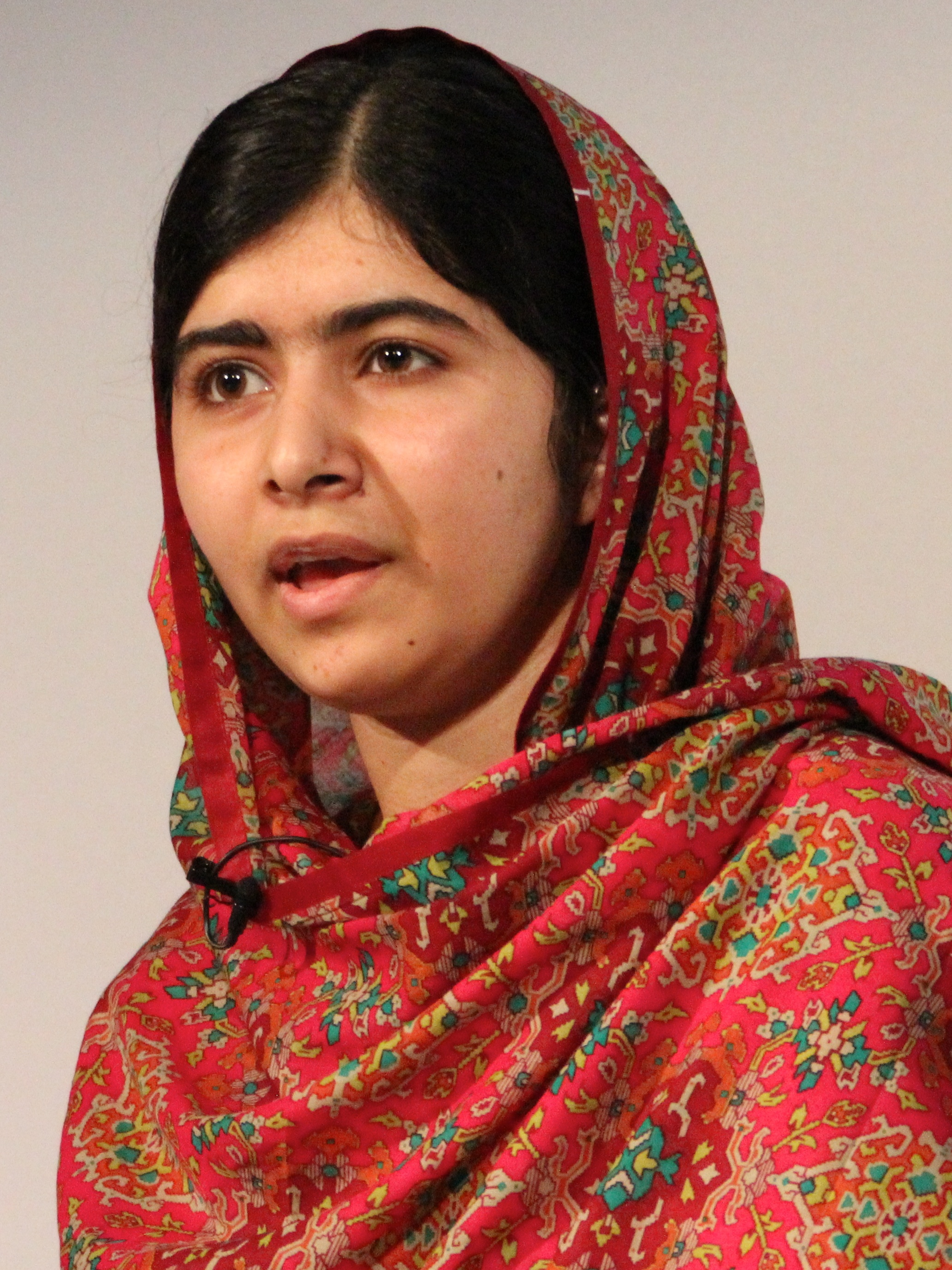
Malala Yousafzai foi listada três vezes.

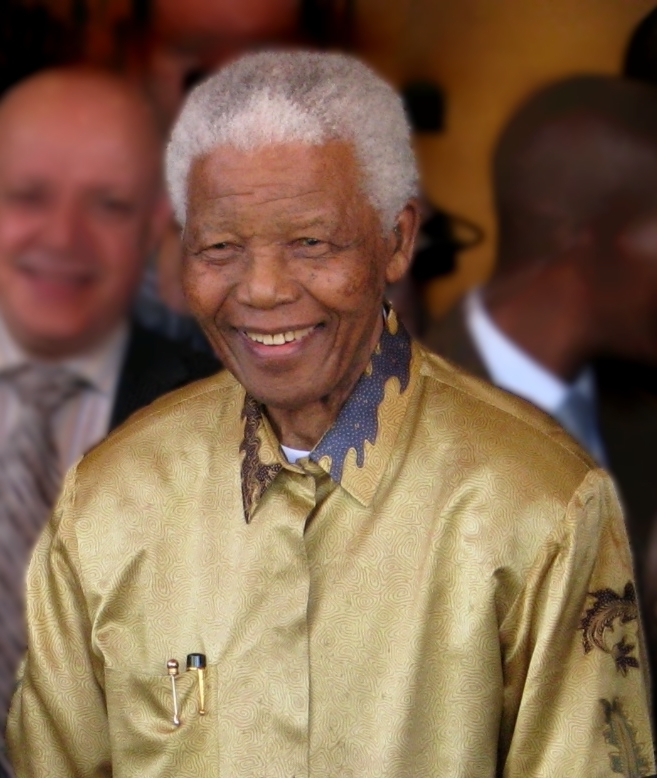
Nelson Mandela apareceu por três vezes na lista.

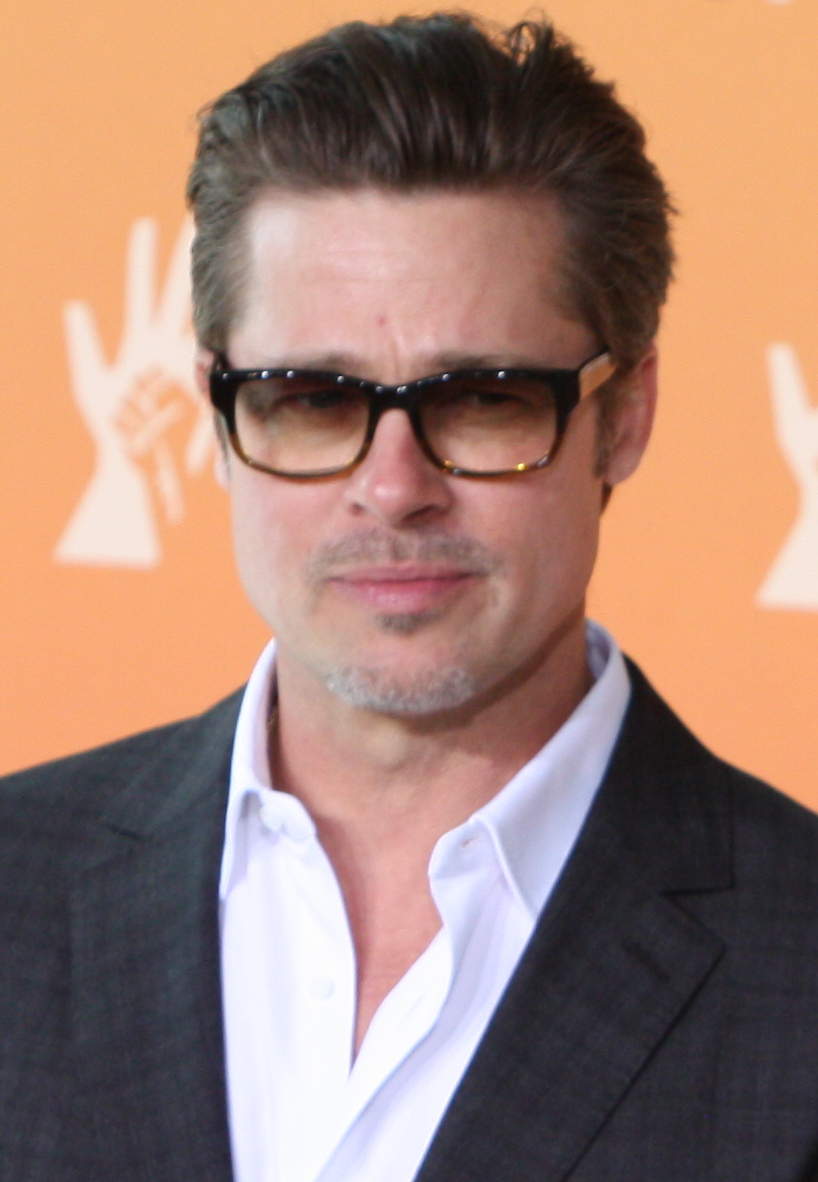
Brad Pitt foi listado três vezes.

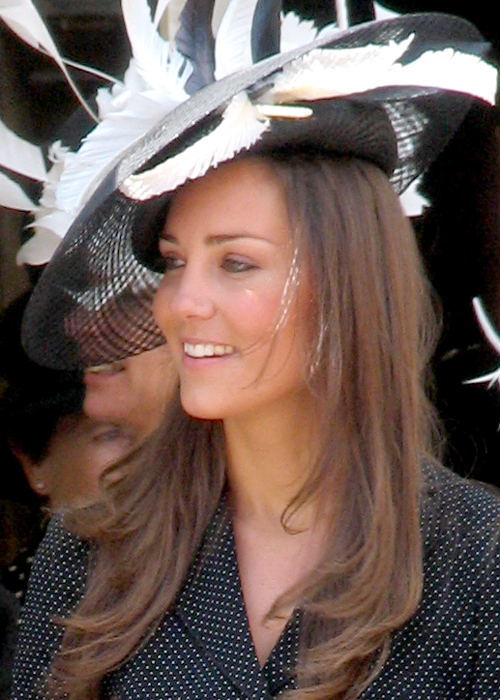
Catherine, Duquesa de Cambridge, três vezes na lista.

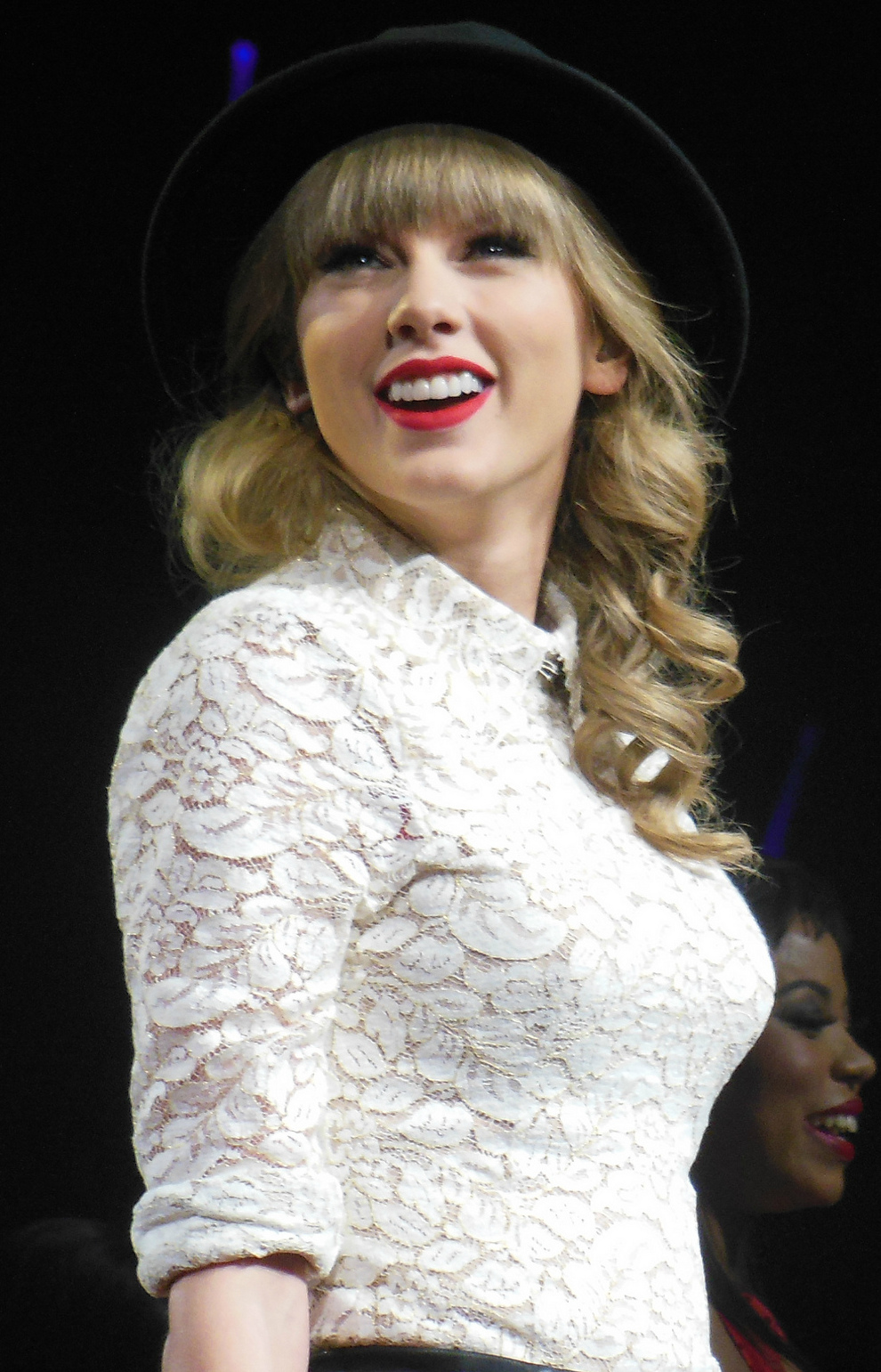
A cantora Taylor Swift apareceu na lista por três vezes.

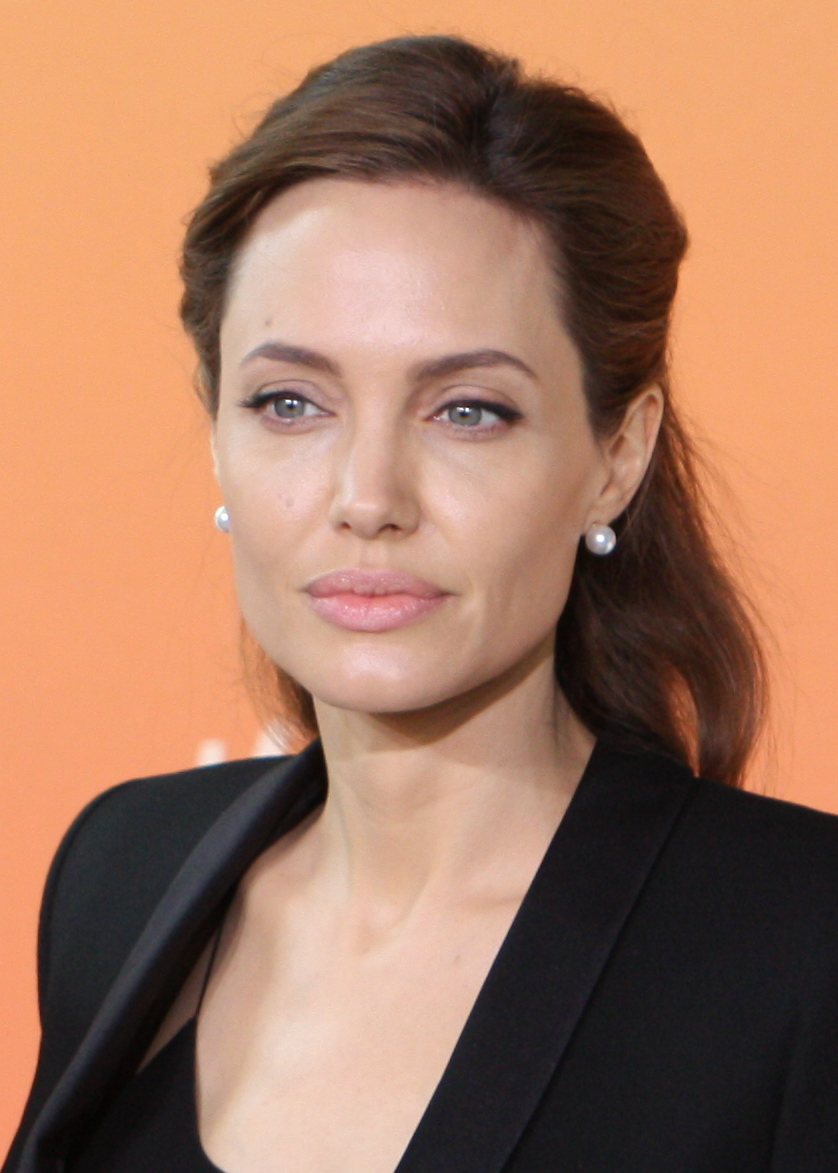
A atriz Angelina Jolie foi listada por duas vezes.

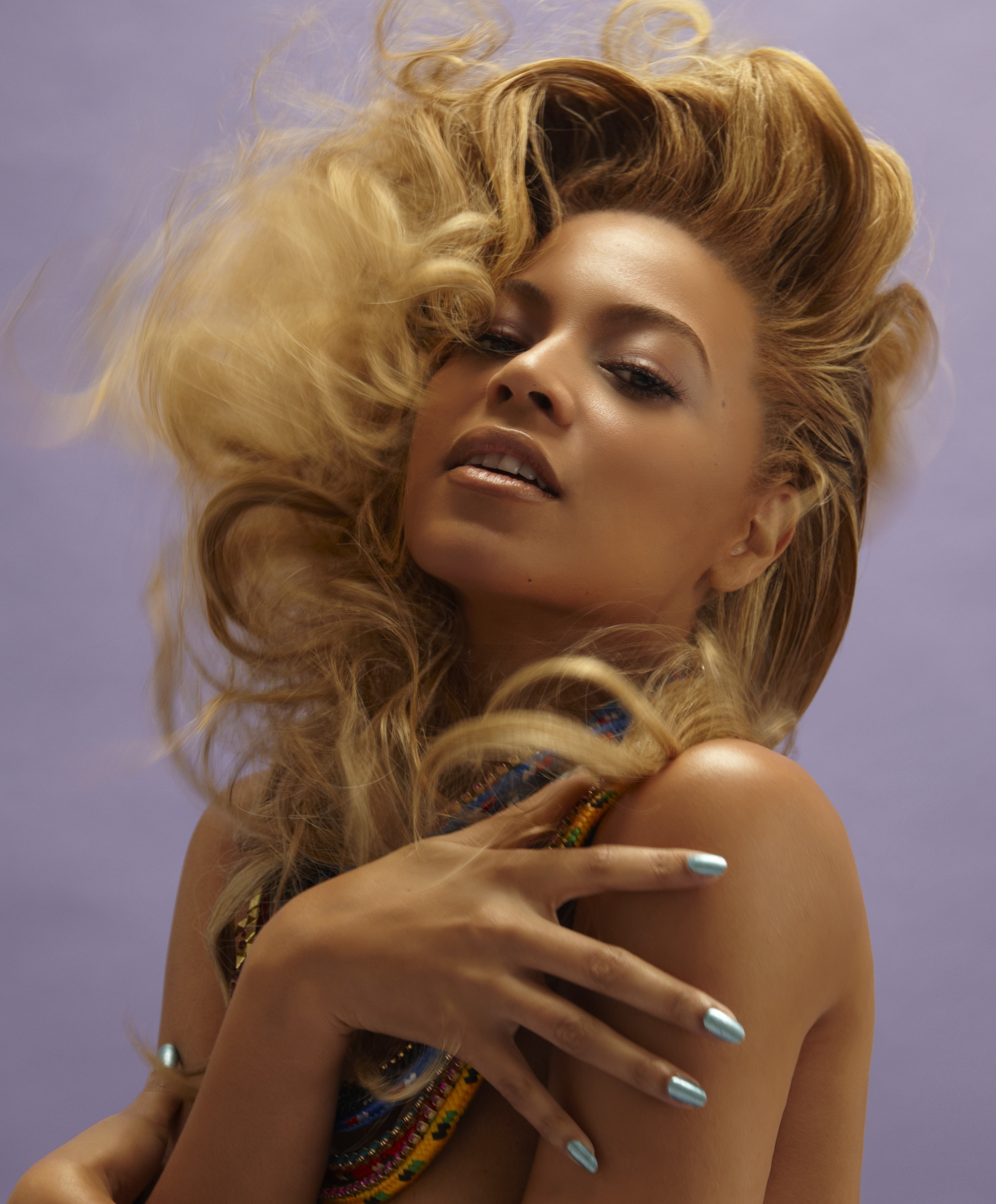
Beyoncé, duas vezes incluída na lista.

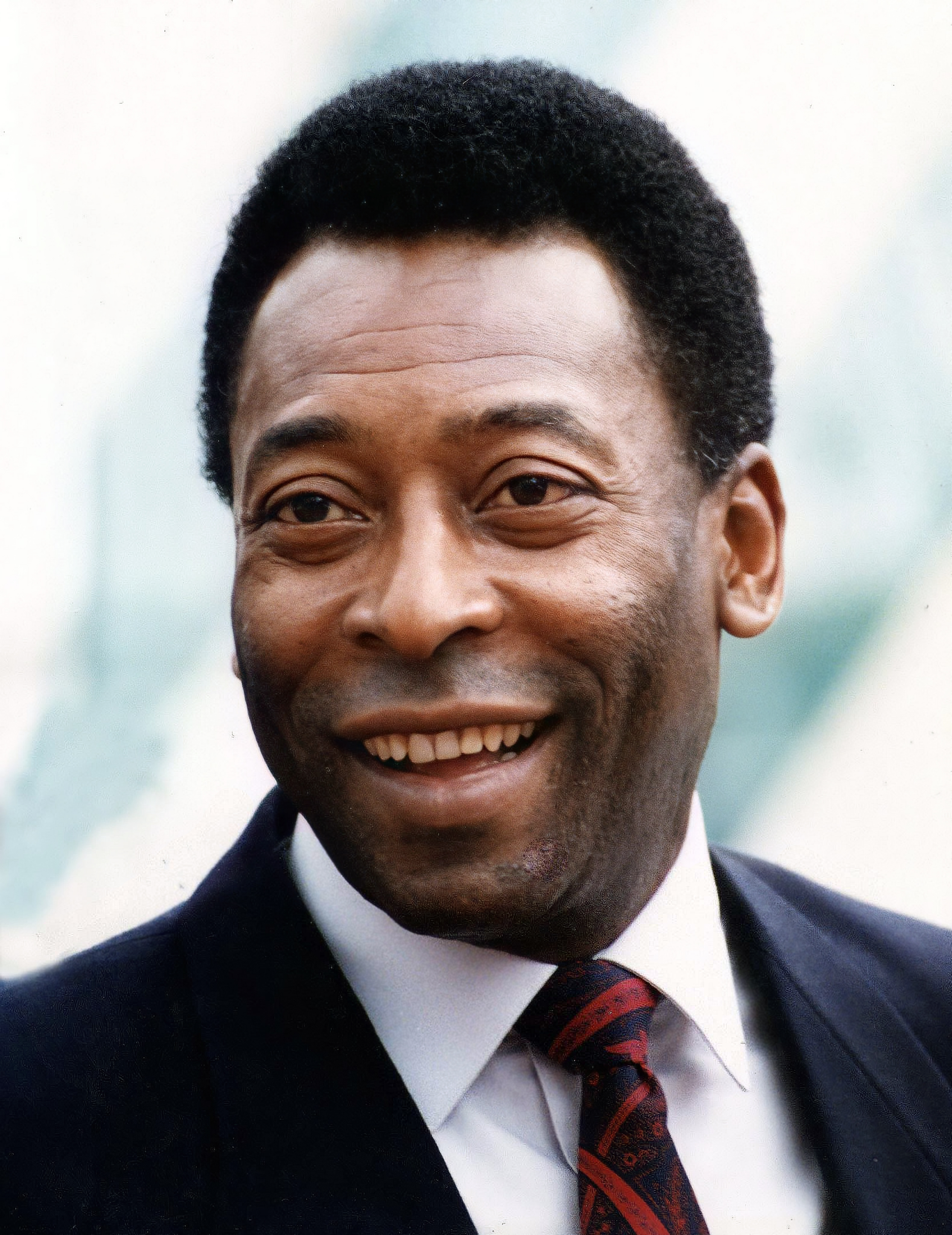
O brasileiro Pelé, selecionado como uma das pessoas mais influentes do século XX.

### 1999 - As 100 pessoas mais influentes do século XX
| Líderes e Revolucionários | David Ben-Gurion, Josef Stalin, Ho Chi Minh, Winston Churchill, Mahatma Gandhi, Mikhail Gorbachev, Benito Mussolini, Adolf Hitler, Martin Luther King, Ruhollah Khomeini, Vladimir Lenin, Nelson Mandela, Papa João Paulo II, Ronald Reagan, Eleanor Roosevelt, Franklin Delano Roosevelt, Theodore Roosevelt, Margaret Thatcher, O Rebelde Desconhecido, Margaret Sanger, Lech Walesa, Mao Zedong | [ 1 ] |
| Artistas                  | Louis Armstrong, Lucille Ball, Michael Jackson, The Beatles, Marlon Brando, Coco Chanel, Charlie Chaplin, Le Corbusier, Bob Dylan, T.S. Eliot, Aretha Franklin, Martha Graham, Jim Henson, James Joyce, Pablo Picasso, Richard Rodgers e Oscar Hammerstein, Bart Simpson, Frank Sinatra, Steven Spielberg, Igor Stravinsky, Oprah Winfrey                                                          | [ 1 ] |
| Construtores e Titãs      | Stephen D. Bechtel, Leo Burnett, Willis Carrier, Walt Disney, Henry Ford, Bill Gates, Amadeo Giannini, Ray Kroc, Estee Lauder, William Levitt, Lucky Luciano, Louis B. Mayer, Charles E. Merrill, Akio Morita, Walter Reuther, Pete Rozelle, David Sarnoff, Juan Trippe, Sam Walton, Thomas J. Watson                                                                                              | [ 1 ] |
| Cientistas e Pensadores   | Leo Baekeland, Tim Berners-Lee, Rachel Carson, Francis Crick e James Watson, Albert Einstein, Philo Farnsworth, Enrico Fermi, Alexander Fleming, Sigmund Freud, Robert Goddard, Kurt Gödel, Edwin Hubble, John Maynard Keynes, Louis Leakey, Mary Leakey e Richard Leakey, Jean Piaget, Jonas Salk, William Shockley, Alan Turing, Ludwig Wittgenstein, Wilbur Wright e Orville Wright             | [ 1 ] |
| Heróis e Ícones           | Muhammad Ali, ‘The American G.I.’, Diana, Princesa de Gales, Anne Frank, Billy Graham, Che Guevara, Edmund Hillary e Tenzing Norgay, Helen Keller, A Família Kennedy, Bruce Lee, Charles Lindbergh, Harvey Milk, Marilyn Monroe, Madre Teresa, Emmeline Pankhurst, Rosa Parks, Pelé, Andrei Sakharov, Jackie Robinson, Bill Wilson                                                                 | [ 1 ] |

### 2004
| Líderes e Revolucionários | George W. Bush, Hu Jintao, Luiz Inácio Lula da Silva, Ali Husaini Sistani, Toshihiko Fukui, Abu al-Zarqawi, Kofi Annan, Condoleeza Rice, Recep Tayyip Erdogan, John Abizaid, Kim Jong Il, Bill Gates, Papa João Paulo II, Atal Bihari Vajpayee, John Kerry, Luisa Diogo, Vladmir Putin, Wu Yi, Osama bin Laden, Os Clintons           | [ 2 ] |
| Construtores e Titãs      | Lee Scott, Carly Fiorina, Abigail Johnson, David Neeleman, Rupert Murdoch, Lindsay Owen-Jones, Howard Schultz, Azim Premji, Warren Buffett, Michael Dell, Al-Jazeera, Lord John Browne, Hiroshi Okuda / Fujio Cho, Sergei Brin / Larry Page, Bernard Arnault, Sepp Blatter, Belinda Stronach, Meg Whitman, Daniel Vasella, Steve Jobs | [ 2 ] |
| Artistas                  | Mark Burnett, Frank Gehry, John Galliano, Peter Jackson, Nicholas Hytner, Simon Cowell, OutKast, Norah Jones, Jerry Bruckheimer, J.K. Rowling, Ken Kutaragi, Bruce Nauman, Katie Couric, Charlie Kaufman, Hideo Nakata, Aishwarya Rai, Ferran Adrià, Nicole Kidman, Sean Penn, Guy Laliberté                                          | [ 2 ] |
| Heróis e Ícones           | Nelson Mandela, Aung San Suu Kyi, Rainha Rania da Jordânia, Shirin Ebadi, Bono, Bernard Kouchner, Bill Bellichick, David Beckham, Lance Armstrong, Yao Ming, John Bogle, Mel Gibson, Arthur Agatston, Dalai Lama, Tiger Woods, Paula Radcliffe, Oprah Winfrey, Arnold Schwarzenegger, Evan Wolfson, B.K.S. Iyengar                    | [ 2 ] |
| Cientistas e Pensadores   | Edward Witten, Steven Pinker, Eric Lander, Korean Cloners, Paul Ridker, Hernando de Soto, Jeff Sachs, Linus Torvalds, Niall Ferguson, Bernard Lewis, Tariq Ramadan, Jürgen Habermas, Jill Tarter, Julie Garberding, Bjorn Lomborg, Jong-Wook Lee                                                                                      | [ 2 ] |

### 2005
| Líderes e Revolucionários | George W. Bush, Condoleezza Rice, Bill Clinton, Barack Obama, Bill Frist, Donald Rumsfeld, Mark Malloch Brown, Gordon Brown, Ali Husaini Sistani, Abu Mousab al-Zarqawi, Hu Jintao, Kim Jong Il, Manmohan Singh, Thabo Mbeki, Joseph Cardinal Ratzinger, Mahmoud Abbas, Ayaan Hirsi Ali, Ariel Sharon, Javier Solana, John Howard, Chen Shui-bian, Hugo Chávez | [ 3 ] |
| Construtores e Titãs      | Steve Jobs, Google, Lee Scott, Meg Whitman, Martha Stewart, Craig Newmark, Jay-Z, Amy Domini, Reed Hastings, Bram Cohen, Martin Sorrell, John Bond, Howard Stringer, Katsuaki Watanabe, Noël Forgeard, Anne Lauvergeon, Ren Zhengfei, Lee Kun Hee, Roman Abramovich, Blackberry, Rupert Murdoch                                                                | [ 3 ] |
| Artistas                  | Clint Eastwood, Michael Moore, Hilary Swank, Quentin Tarantino, Dan Brown, Dave Eggers, Marc Cherry, John Elderfield, Kanye West, Jon Stewart, Alicia Keys, Jamie Foxx, Johnny Depp, Art Spiegelman, Halo Trinity, Ann Coulter, Hayao Miyazaki, Ziyi Zhang, Juanes, Miuccia Prada, Marc Newson, Santiago Calatrava, Alice Munro, Cornelia Funke                | [ 3 ] |
| Heróis e Ícones           | Bill Gates, Oprah Winfrey, LeBron James, Eliot Spitzer, Melissa Etheridge, Dalai Lama, Nelson Mandela, Viktor Yushchenko, Dina Astita, Hania Mufti, Wangari Maathai, Mary Robinson, Lubna Olayan, Ellen MacArthur, John Stott, Michael Schumacher, Stephen Lewis                                                                                               | [ 3 ] |
| Cientistas e Pensadores   | Jeffrey Sachs, Malcolm Gladwell, Robert Klein, Andrew Weil, Burt Rutan, Karl Rove, Rick Warren, Brian Atwater, Mitchell Baker, Timothy Garton Ash, Natan Sharansky, Abdolkarim Soroush, Peter Singer, Richard Pound, Lee Kuan Yew, Larry Summers | [ 3 ] |

### 2006
| Líderes e Revolucionários | Muqtada al-Sadr, Ellen Johnson-Sirleaf, Hugo Chavez, George W. Bush, John McCain, Mahmoud Ahmadinejad, Ayman al-Zawahiri, Hillary Rodham Clinton, Papa Bento XVI, Condoleezza Rice, Wen Jiabao, Ehud Olmert, Pervez Musharraf, John Roberts, Ismail Haniya, Angela Merkel, Jigme Singye Wangchuck, Arcebispo Peter Akinola, Junichiro Koizumi, Oprah Winfrey, Bill e Melinda Gates | [ 4 ] |
| Construtores e Titãs      | Vikram Akula, Tom Anderson e Chris DeWolfe, Franz Beckenbauer, Os Fundadores do Flickr, Sean Combs, Jamie Dimon, Brian France, Tom Freston, Huang Guangyu, Omid Kordestani, Eddie Lampert, Patricia Russo, Mohammed bin Rashid al-Maktoum, Anne Mulcahy, Nandan Nilekani, Jim Sinegal, Steve Wynn, Skype, Dieter Zetsche                                                           | [ 4 ] |
| Artistas                  | J.J. Abrams, George Clooney, Dixie Chicks, Ellen DeGeneres, Nicolas Ghesquiere, Wayne Gould, Philip Seymour Hoffman, Arianna Huffington, Ang Lee, Renzo Piano, Rain, Rachael Ray, Jeff Skoll, Kiki Smith, Will Smith, Zadie Smith, Howard Stern, Meryl Streep, Reese Witherspoon, Rob Pardo, Daddy Yankee, Tyra Banks, Dane Cook, Matt Drudge, Stephen Colbert                     | [ 4 ] |
| Heróis e Pioneiros        | Bono, Michelle Wie, Wynton Marsalis, Angelina Jolie, Bill Clinton e George H.W. Bush, Steve Nash, Orhan Pamuk, Elie Wiesel, Jan Egeland, Joey Cheek, Chen Guangcheng, Ian Fishback, Wafa Sultan, Pernessa Seele, Ralph Lauren, Mukhtaran Bibi, Paul Simon, Al Gore, Katie Couric                                                                                                   | [ 4 ] |
| Cientistas e Pensadores   | Mike Brown, Kelly Brownell, Nancy Cox, Richard Davidson, Kerry Emanuel, Jim Hansen, Zahi Hawass, Bill James, John Jones, Ma Jun, Jim Yong Kim, Steven Levitt, Jacques Rossouw, Andrew von Eschenbach, Jimmy Wales, Geoffrey West | [ 4 ] |

### 2007
| Artistas                  | Tina Fey, Youssou N'Dour, Anna Netrebko, Justin Timberlake, Sacha Baron Cohen, Leonardo DiCaprio, Nora Roberts, Rick Rubin, Martin Scorsese, Cate Blanchett, Alber Elbaz, America Ferrera, Simon Fuller, Brian Grazer, John Mayer, David Mitchell, Kate Moss, Rosie O'Donnell, Brad Pitt, Shonda Rhimes, Kara Walker, Brian Williams                      | [ 5 ] |
| Líderes e Revolucionários | Rainha Elizabeth II, Tzipi Livni, Peter Akinola, Liu Qi, Condoleezza Rice, Omar Hassan al-Bashir, John Roberts, Sonia Gandhi, Raúl Castro, Arnold Schwarzenegger, General David Petraeus, Hillary Clinton, Hu Jintao, Rei Abdullah, Nancy Pelosi, Barack Obama, Michael Bloomberg, Ayatullah Ali Khamenei, Papa Bento XVI, Angela Merkel, Osama bin Laden | [ 5 ] |
| Heróis e Pioneiros        | Oprah Winfrey, Elizabeth Edwards, Warren Buffett, Drew Gilpin Faust, Wesley Autrey, Tony Dungy, Roger Federer, Tyra Banks, Youk Chhang, George Clooney, Michael J. Fox, Timothy Gittins, Judith Mackay, Chien-Ming Wang, Maher Arar, Thierry Henry, Zeng Jinyan, Garry Kasparov, Amr Khaled                                                               | [ 5 ] |
| Cientistas e Pensadores   | Al Gore, Neil deGrasse Tyson, J. Craig Venter, Lisa Randall, John Mather, Elizabeth Blackburn, Alan Stern, Tullis Onstott, Svante Pääbo, Steven Nissen, Richard Dawkins, Chris Anderson, Paul Allen, Monty Jones, Klaus Schwab, Nora Volkow, Frans de Waal, Douglas Melton, Kari Stefansson                                                               | [ 5 ] |
| Construtores e Titãs      | Richard Branson, Cyril Ramaphosa, Erik Lie, Pony Ma, Chad Hurley e Steve Chen, Katsuaki Watanabe, Bernard Arnault, Clara Furse, Ken Lewis, Lakshmi Mittal, Shigeru Miyamoto, Rhonda Byrne, Steven Cohen, Steve Jobs, Philip Rosedale, Ho Ching, Indra Nooyi, Stephen Schwarzman, Michael Moritz                                                           | [ 5 ] |

### 2008
| Líderes e Revolucionários | Dalai Lama, Vladimir Putin, Barack Obama, Hillary Clinton, John McCain, Hu Jintao, George W. Bush, Jacob Zuma, Anwar Ibrahim, Kevin Rudd, Bartholomew I, Ben Bernanke, Muqtada al-Sadr, Robert Gates, Michelle Bachelet, Sonia Gandhi, Baitullah Mehsud, Evo Morales, Ma Ying-jeou, Ashfaq Kayani                                             | [ 6 ] |
| Heróis e Pioneiros        | Brad Pitt e Angelina Jolie, Oprah Winfrey, Oscar Pistorius, Mia Farrow, Andre Agassi, Lance Armstrong, Bob e Suzanne Wright, Peter Gabriel, Kaká, Sheik Mohammed al-Maktoum, Yoani Sánchez, Madeeha Hasan Odhaib, Randy Pausch, Lorena Ochoa, Tony Blair, Alexis Sinduhije, Aung San Suu Kyi, George Mitchell                                 | [ 6 ] |
| Cientistas e Pensadores   | Michael Bloomberg, Craig Venter, Jill Bolte Taylor, Larry Brilliant, Jeff Han, Mehmet Oz, Nancy Brinker, Harold McGee, Peter Pronovost, Eric Chivian e Richard Cizik, Mary Lou Jepsen, Paul Allen, Nicholas Schiff, Mark Zuckerberg, Wendy Kopp, Shinya Yamanaka e James Thomson, Michael Griffin, Susan Solomon, Isaac Berzin                | [ 6 ] |
| Artistas                  | Lorne Michaels, Miley Cyrus, Robert Downey Jr., Herbie Hancock, Joel e Ethan Coen, Bruce Springsteen, Peter Gelb, Mariah Carey, Khaled Hosseini, Elizabeth Gilbert, Rem Koolhaas, Judd Apatow, Alex Rigopulos e Eran Egozy, George Clooney, Tim Russert, Suze Orman, Stephenie Meyer, Tyler Perry, Tom Stoppard, Chris Rock, Takashi Murakami | [ 6 ] |
| Construtores e Titãs      | Indra Nooyi, Ali al-Naimi, Rupert Murdoch, Steve Jobs, Radiohead, John Chambers, Jeff Bezos, Jay Adelson, Steve Ballmer, Jamie Dimon, Príncipe Alwaleed bin Talal, Lou Jiwei, Neelie Kroes, Jeffrey Immelt, Karl Lagerfeld, Lloyd Blankfein, Carlos Slim, Mo Ibrahim, Ratan Tata, Cynthia Carroll, Carine Roitfeld, Michael Arrington         | [ 6 ] |

### 2009
| Líderes e Revolucionários | Edward Kennedy, Gordon Brown, Christine Lagarde, Thomas Dart, Avigdor Lieberman, Joaquín Guzmán, Nouri al-Maliki, Hillary Clinton, Susilo Bambang Yudhoyono, Boris Johnson, Norah al-Faiz, Elizabeth Warren, Paul Kagame, Nicolas Sarkozy, Angela Merkel, Wang Qishan, Xi Jinping, David McKiernan, Ashfaq Kayani, Barack Obama | [ 7 ] |
| Construtores e Titãs      | The Twitter Guys, T. Boone Pickens, Ted Turner, Tessa Ross, Carlos Slim, Brad Pitt, Meredith Whitney, Suze Orman, Lauren Zalaznick, Timothy Geithner, Nandan Nilekani, Stella McCartney, Jamie Dimon, Sheila Bair, moot, Alexander Medvedev, Alan Mulally, Robin Chase, Jack Ma, Bernie Madoff                                  | [ 7 ] |
| Artistas                  | Rush Limbaugh, M.I.A., Sam e Dan Houser, Kate Winslet, Werner Herzog, William Kentridge, Penélope Cruz, Lang Lang, John Legend, Elizabeth Diller e Ricardo Scofidio, Gustavo Dudamel, Jeff Kinney, Tavis Smiley, The View, Zac Efron, Tina Fey, Tom Hanks, Jay Leno, A.R. Rahman, Judith Jamison                                | [ 7 ] |
| Heróis e Ícones           | Michelle Obama, Chesley B. Sullenberger, Richard Phillips, Seth Berkley, Michael Eavis, Leonard Abess, Hadizatou Mani, Rick Warren, Van Jones, Somaly Mam, Rafael Nadal, Suraya Pakzad, Jeff Bezos, Tiger Woods, George Clooney, Brady Gustafson, Irmã Mary Scullion, Oprah Winfrey, Sarah Palin, Manny Pacquiao                | [ 7 ] |
| Cientistas e Pensadores   | Nouriel Roubini, Amory Lovins, Jon Favreau, Dambisa Moyo, Dan Barber, Yoichiro Nambu, Roland Fryer, Martin Lindstrom, Barbara Hogan, David Sheff, Steven Chu, Paul Krugman, Connie Hedegaard, Daniel Nocera, Stephan Schuster e Webb Miller, Nicholas Christakis, Doug Melton, Paul Ekman, Shai Agassi, Nate Silver             | [ 7 ] |

### 2010
| Líderes    | Luiz Inácio Lula da Silva, J.T. Wang, Admiral Mike Mullen, Barack Obama, Ron Bloom, Yukio Hatoyama, Dominique Strauss-Kah, Nancy Pelosi, Sarah Palin, Salam Fayyad, Jon Kyl, Glenn Beck, Annise Parker, Tidjane Thiam, Jenny Beth Martin, Christine Lagarde, Recep Tayyip Erdogan, General Stanley McChrystal, Manmohan Singh, Bo Xilai, Mark Carney, Irmã Carol Keehan, Sheik Khalifa bin Zayed al-Nahyan, Robin Li, Scott Brown | [ 8 ] |
| Heróis     | Bill Clinton, Kim Yu-Na, Mir-Hossein Mousavi, Ben Stiller, Temple Grandin, P. Namperumalsamy, Nay Phone Latt, Chen Shu-chu, Phil Mickelson, Didier Drogba, Graça Machel, Reem Al Numery, Sachin Tendulkar, Tristan Lecomte, Liya Kebede, Kiran Mazumdar-Shaw, Zahra Rahnavard, Jet Li, Serena Williams, Chief Master Sergeant Tony Travis, Karls Paul-Noel, Rahul Singh, Valentin Abe, Malalai Joya, Will Allen                   | [ 8 ] |
| Artistas   | Lady Gaga, Conan O'Brien, Kathryn Bigelow, Oprah Winfrey, Valery Gergiev, Robert Pattinson, Ashton Kutcher, Suzanne Collins, Taylor Swift, Neil Patrick Harris, Carlton Cuse e Damon Lindelof, Prince, Lea Michele, Jerry Holkins e Mike Krahulik, Simon Cowell, Neill Blomkamp, Elton John, Marc Jacobs, David Chang, Banksy, Chetan Bhagat, Sandra Bullock, Ricky Gervais, Han Han, James Cameron                               | [ 8 ] |
| Pensadores | Zaha Hadid, Elizabeth Warren, Douglas Schwartzentruber e Larry Kwak, Michael Pollan, Atul Gawande, Jaron Lanier, Victor Pinchuk, Lee Kuan Yew, Deborah Gist, Kathleen Merrigan, Steve Jobs, Tim White, Lisa Jackson, Elon Musk, Edna Foa, Jaime Lerner, Paul Volcker, Amy Smith, Matt Berg, Amartya Sen, Michael Sherraden, Sanjit 'Bunker' Roy, Tim Westergren, David Boies e Theodore Olson, Sonia Sotomayor                    | [ 8 ] |

### 2011
| Pessoas selecionadas | Wael Ghonim, Joseph Stiglitz, Reed Hastings, Amy Poehler, Geoffrey Canada, Mark Zuckerberg, Peter Vesterbacka, Angela Merkel, Julian Assange, Ron Bruder, Lamido Sanusi, Colin Firth, Amy Chua, Joe Biden, Jennifer Egan, Kim Clijsters, Ahmed Shuja Pasha, Aung San Suu Kyi, Cory Booker, Gabrielle Giffords                          | [ 9 ] |
| Pessoas selecionadas | Katsunobu Sakurai, Michelle Obama, Paul Ryan, Ai Weiwei, Rob Bell, Fathi Terbil, Dilma Rousseff, Tom Ford, Liang Guanglie, Sue Savage-Rumbaugh, Takeshi Kanno, Nicolas Sarkozy, Michele Bachmann, Saad Mohseni, Chris Christie, Matthew Weiner, Lisa Jackson, Jean-Claude Trichet, Justin Bieber, Príncipe William e Kate Middleton    | [ 9 ] |
| Pessoas selecionadas | Joe Scarborough, Blake Lively, Hillary Clinton, Muqtada al-Sadr, Anwar al-Awlaki, Kim Jong Un, Saif al-Islam Gaddafi, Hassan Nasrallah, Nathan Wolfe, Oprah Winfrey, Sergio Marchionne, Mahendra Singh Dhoni, Felisa Wolfe-Simon, Esther Duflo, Rain, Larry Page, Mia Wasikowska, David Cameron, John Lasseter, Maria Bashir           | [ 9 ] |
| Pessoas selecionadas | Mukesh Ambani, Chris Colfer, Major General Margaret Woodward, Bruno Mars, David and Charles Koch, Hung Huang, General David Petraeus, Matt Damon e Gary White, Cecile Richards, George R.R. Martin, Marine Le Pen, Grant Achatz, Feisal Abdul Rauf, El Général, Jamie Dimon, Heidi Murkoff, Sting, Jonathan Franzen, V.S. Ramachandran | [ 9 ] |
| Pessoas selecionadas | Michelle Rhee, Mark Wahlberg, Rebecca Eaton, Xi Jinping, Kathy Giusti, Arianna Huffington, Barack Obama, Lionel Messi, Azim Premji, Aruna Roy, Ray Chambers, Scott Rudin, John Boehner, Derrick Rossi, Hu Shuli, Benjamin Netanyahu, Ayman Mohyeldin, Charles Chao, Bineta Diop, Dharma Master Cheng Yen, Patti Smith                  | [ 9 ] |

### 2012
| Pessoas selecionadas | Jeremy Lin, Christian Marclay, Viola Davis, Salman Khan, Tim Tebow, E. L. James, Louis CK, Rihanna, Marco Rubio, Ali Ferzat, René Redzepi, Kristen Wiig, Anthony Kennedy, Novak Djokovic, Ben Rattrey, Jessica Chastain, Yani Tseng, Raphael Saadiq, Elinor Ostrom, Samira Ibrahim                                                                  | [ 10 ] |
| Pessoas selecionadas | José Andrés, Ann Patchett, Dulce Matuz, Henrik Schärfe, Freeman Hrabowski, Maryam Durani, Manal al-Sharif, Anjali Gopalan, Rached Ghannouchi, Barbara Van Dahlen, Ron Fouchier, Donald Sadoway, Hans Rosling, Asghar Farhadi, Sarah Burton, Anonymous, Pete Cashmore, Cami Anderson, Ali Babacan e Ahmet Davutoglu, Ai-jen Poo                      | [ 10 ] |
| Pessoas selecionadas | Marc Andreessen, Preet Bharara, Robert Grant, Andrew Lo, Sharmeen Obaid-Chinoy, Hamad bin Jassim bin Jaber al-Thani, Chelsea Handler, Harvey Weisntein, Chen Lihua, Warren Buffett, Alice Walton, Harold Hamm, Sheryl Sandberg, Sara Blakely, Tim Cook, Eike Batista, Daniel Ek, Virginia Rometty, Barack Obama                                     | [ 10 ] |
| Pessoas selecionadas | Goodluck Jonathan, Xi Jinping, Fatou Bensouda, Christine Lagarde, Mario Draghi, U Thein Sein, Ayatullah Ali Khamenei, Mitt Romney, Juan Manuel Santos, Timothy Dolan, Portia Simpson Miller, Mario Monti, Wang Yang, Maria das Graças Silva Foster, Andrew Cuomo, Iftikhar Chaudhry, Mamata Banerjee, Walter Isaacson, Ron Paul, Benjamin Netanyahu | [ 10 ] |
| Pessoas selecionadas | Dilma Rousseff, Erik Martin, Cecil Richards, Angela Merkel, Lionel Messi, Tilda Swinton, Hillary Clinton, Kate Middleton e Pippa Middleton, Adele, Matt Lauer, Oscar Pistorius, Claire Danes, Stephen Colbert | [ 10 ] |

### 2013
| Titãs     | Jay Z, Valerie Jarret, Elon Musk, Oh-Hyun Kwon, Scooter Braun, Kevin Systron, Michael Kors, Palaniappan Chidambaran, Ren Zenghfei, Gina Rinehart, Ted Sarandos, Markus Person e Jens Bergensten, Igor Sechin, Tadashi Yanai, Sam Yagan, Shonda Rhimes, Lebron James, David Einhorn, Magnus Carlsen, Sheryl Sandberg                                                                                       | [ 11 ] |
| Pioneiros | Aamir Khan, Andrew Ng e Daphne Koller, Marissa Mayer, Hannah Gay e Katherine Luzuriaga e Deborah Persaud, Bassem Youssef, Joaquim Barbosa, Vrinda Grover, Perry Chen, Roya Mahboob, David Coleman, Travis Tygart, Eric Greitens, Andrew Sheng, Don Yeomans, Jared Cohen, Moncef Marzouki, Christopher Fabian e Erica Kochi, Kimberly Blackwell, Kai-Fu Lee, Mary Nichols, Peter Theisinger e Richard Cook | [ 11 ] |
| Líderes   | Rand Paul, Noynoy Aquino, Barack Obama, Chris Christie, Hassan Sheikh-Mohamud, John Brennan, Park Geun-hye, Yair Lapid, Wayne LaPierre, Kamala Harris, Fethullah Gulen, Xi Jinping, Wilfredo De Jesús, Tom Coburn, Kim Jong Un, Abullah Ocalan, Enrique Peña Nieto, Elena Kagan, Joe Biden, Susana Martinez, Mario Draghi, Joyce Banda, Papa Francisco                                                    | [ 11 ] |
| Artistas  | Jennifer Lawrence, Christina Aguilera, Steven Spielberg, Jonathan Ive, Alex Atala, Ed Ruscha, Miguel, Mindy Kaling, Jenna Lyons, Bryan Cranston, George Saunders, Jimmy Kimmel, Wang Shu, Hillary Mantel, Frank Ocean, Jimmy Fallon | [ 11 ] |
| Ícones    | Malala Yousafzai, Lena Dunham, Mario Balotelli, Peng Liuyan, Aung San Suu Kyi, Omotola Jalade-Ekeinde, Lindsey Vonn, Justin Timberlake, Gabrielle Giffords, Beyoncé, Daniel Day-Lewis, Kate Middleton, Michelle Obama, Li Na | [ 11 ] |

### 2014
| Titãs     | Beyoncé, Pony Ma, Janet Yellen, Tony Fadell, Sheika al-Mayassa bint Hamad bin Khalifa al-Thani, Pharrell Williams, Evan Spiegal e Bobby Murphy, Jeff Bezos, Aliko Dangote, Serena Williams, Ertharin Cousin, David Koch e Charles Koch, Hillary Clinton | [ 12 ] |
| Pioneiros | Jason Collins, Natalie Massenet, Mary Jo White, John Steyer, Jack Ma, Richard Sherman, Alfonso Cuarón, Megan Ellison, Robert Lanza, Megyn Kelly, Arvind Kejriwal, Irmã Rosemary Nyirumbe, John Kovack, Travis Kalanic, Jenji Kohan, Lydia Ko, Anat Admati, Obadah al-Kaddri, David Sinclair, Kathryn Sullivan, José Mujica, Edward Snowden, Major General Hebert Raymond McMaster, Iman Omar Kobine Layama e Arcebispo Dieudonné Nzapalainga e Reverendo Nicolas Guérékoyame-Gbangou, Hosain Rahman, Arunachalan Muruganantham, Katherine Hayhoe | [ 12 ] |
| Líderes   | Mary Barra, John Kerry, Vladimir Putin, Ngozi Okonjo-Iweala, Hassan Rohani, Scott Walker, Ory Okolloh, Shinzo Abe, Abdul Fattah al-Sisi, Xi Jinping, Barack Obama, Withelma "T" Ortiz Walker Pettigrew, Narendra Modi, Eric Holder, Michelle Bachelet, Andrew Haldane, Angela Merkel, Jerry Brown, Thuli Madonsela, Rand Paul, Kirsten Gillibrand, Nicolás Maduro, Abdullah Gul, Kim Jong Un, Abu Du'a | [ 12 ] |
| Artistas  | Benedict Cumberbatch, Seth Meyers, Robert Lopez e Kristen Anderson-Lopez, Kerry Washington, Binyavanga Wainaina, Amy Adams, John Green, Steve McQueen, Keegan-Michael Key e Jordan Peele, Diane Paulus, Robin Wright, Matthew McConaughey, Miley Cyrus, Yao Chen, Barbara Brown Taylor | [ 12 ] |
| Ícones    | Robert Redford, Erwiana Sulistyaningsh, Papa Francisco, Malala Yousafzai, Donna Tartt, Arundhati Roy, Christy Turlington Burns, Carrie Underwood, Phoebe Philo, Charlie Rose, Alice Waters, Marina Abramovic, Cristiano Ronaldo, Carl Icahn | [ 12 ] |

### 2015
| Titãs     | Kanye West, Lorne Michaels, Mellody Hobson, Tim Cook, Elizabeth Holmes, Charles Koch e David Koch, Susan Wojcicki, Chanda Kochhar, Tony Fernandes, Lee Daniels, Reid Hoffman, Kim Kardashian, Janet Yellen, Danny Meyer, Lei Jun, Bob Iger, Sataya Nadela, Jorge Paulo Lemann | [ 13 ] |
| Pioneiros | Mitsy Copeland, Scott Kelly, Emmanuelle Charpentier e Jennifer Doudna, Brian Chesky, Jimmy Lai, Emma Watson, Vikram Patel, Vardis Sabeti, Reese Witherspoon, Bryan Stevenson, Chai Jing, Magnues MacFarlane-Barrow, Kira Orange Jones, Aura Elena Farfán, Martin Blaser, Anita Sarkeesean, Tom Catena, Rudolph Tanzi, Mustafa Hassan, Laverne Cox, Sarah Koenig | [ 13 ] |
| Líderes   | Angela Merkel, Jorge Ramos, Narendra Modi, Bob Corker, Nula Ghani, Muhammadu Buhari, Alexis Tsipras, Vladimir Putin, Obiageli Ezekwesili, Elizabeth Warren, Haider Al-Abadi, Joko Widodo, Rei Salman bin Abdulaziz Al Saud, Xi Jinping, Jeb Bush, Tom Frieden, Samantha Power, Raúl Castro, Kim Jong Un, Abubakar Shekau, Benjamin Netanyahu, Hillary Clinton, Matin Dempsey, Beji Caid Essebsi, Adam Silver, Lu Wei, Marine Le Pen, Barack Obama, Mitch McConnell, Mohammad Javad Zarif, Joanne Liu | [ 13 ] |
| Artistas  | Bradley Cooper,CL, Richard Linklater, Chris Ofili, Julianna Margulies, Amy Schumer, Alexander Wang, Jil Soloway, Chris Pratt, Audra McDonald, Tim McGraw, Kevin Hart, Chimamanda Ngozi Adiche, Julianne Moore, Christopher Nolan, Marie Kondo, John Oliver | [ 13 ] |
| Ícones    | Ruth Bader Ginsburg, Taylor Swift, Diane von Furstenberg, Gabriel Medina, Haruki Murakami, Björk, Jerry Brown, Abby Wambach, Ina Garten, Thomas Piketty, Malala Yousafzai, Papa Francisco | [ 13 ] |

### 2016
| Titãs     | Tim Cook, Binny Bansal e Sachin Bansal, Yuri Milner, Mohammed bin Nayef, Katie Ledecky, Dwayne Johnson, Papa Francisco, Sundar Pichai, Wang Jianlin, Kathleen Kennedy, Eli Broad, Stephen Curry, Priscilla Chan e Mark Zuckerberg | [ 14 ] |
| Pioneiros | Aziz Ansari, Caitlyn Jenner, Laura Esserman e Shelley Hwang, Palmer Luckey, Sunita Narain, Roy Choi, Felix Kjellberg, Hope Jahren, Dan Carder, Nadia Murad, Lee Berger, Mussie Zerai, Marc Edwards e Mona Hanna-Attisha, Christina Figueres, Alan Stern, Raj Panjabi, Ibtihaj Muhammad, Gina Rodriguez, Kathy Niakan, Kip Thorne, Lin-Manuel Miranda | [ 14 ] |
| Líderes   | Kim Jong Un, Recep Tayyip Erdogan, Vladimir Putin, Paul Ryan, Diana Natalicio, Lori Robinson, Lester Holt, Rainha Máxima, Ted Cruz, François Hollande, Darren Walker, James Comey, Raghuran Rajan, Hillary Clinton, Aung San Suu Kyi, Sergio Moro, Justin Trudeau, Xi Jinping, Barack Obama, Mauricio Macri, Jaha Dukureh, Reince Priebus, Tsai Ing-wen, Sean MacFarland, Bernie Sanders, Nikki Haley, Jin Liqun, Donald Trump, Angela Merkel, John Kerry, Christine Lagarde | [ 14 ] |
| Artistas  | Kendrick Lamar, Gael García Bernal, Taraji P. Henson, Melissa McCarthy, Nicki Minaj, Elena Ferrante, Riccardo Tisci, Ryan Coogler, Ariana Grande, Idris Elba, Bjarke Ingels, Oscar Isaac, Ta-Nehisi Coates, Guo Pei, Julia Louis-Dreyfus, Mark Rylance, Charlize Theron, Yayoi Kusama, Priyanka Chopra | [ 14 ] |
| Ícones    | Nicki Minaj, Lewis Hamilton, Usain Bolt, Marilynne Robinson, Karlie Kloss, Jordan Spieth, Alejandro González Iñárritu, Adele, Tu Youyou, Denis Mukwege, Sania Mirza, Ronda Rousey, Leonardo DiCaprio | [ 14 ] |

### 2017
| Pioneiros | Samantha Bee, Chance the Rapper, Constance Wu, Gavin Grimm, Kirsten Green, Bob Ferguson, Ivanka Trump, Demis Hassabis, Barbara Lynch, Hamdi Ulukaya, Jared Kushner, Celina Turchi, Jordan Peele, Glenda Gray, Yuriko Koike, Conor McGregor, Riz Ahmed, Guus Velders, Tamika Mallory, Bob Bland, Carmen Perez e Linda Sarsour, Natalie Batalha, Guillem Anglada-Escudé e Michaël Gillon                             | [ 15 ] |
| Artistas  | Emma Stone, Colson Whitehead, Ed Sheeran, Alicia Keys, Ryan Reynolds, Donald Glover, Leslie Jones, Ben Platt, Ava DuVernay, Barry Jenkins, Margot Robbie, Sarah Paulson, James Corden, John Legend, Alessandro Michele, Kerry James Marshall, Demi Lovato | [ 15 ] |
| Líderes   | Theresa May, Narendra Modi, Chuck Schumer, Donald Trump, Elizabeth Warren, Julian Assange, James Comey, Kim Jong Un, Reince Priebus, Xi Jinping, Rodrigo Duterte, Stephen Bannon, Theo Epstein, Tom Perez, Vladimir Putin, Wang Qishan, Recep Tayyip Erdogan, Sandra Day O'Connor, Papa Francisco, General James Mattis, Rei Maha Vajiralongkorn, Juan Manuel Santos, Major General Qasem Soleimani, Melinda Gates | [ 15 ] |
| Titãs     | Janet Yellen, LeBron James, Daniel Ek, Bernard J. Tyson, Evan Spiegel, George Church, Jean Liu, Tom Brady, James Allison, Rebekah Mercer, Jason Blum, Jeff Bezos, Vijay Shekhar Sharma, Margrethe Vestager | [ 15 ] |
| ícones    | Simone Biles, Ashley Graham, Cindy Sherman, John Lewis, Margaret Atwood, Colin Kaepernick, Jeanette Vizguerra, Neymar, RuPaul, Raf Simons, Biram Dah Abeid, Leila de Lima, David Adjaye, Gretchen Carlson, Fatou Bensouda, Thelma Aldana, Fan Bingbing, Viola Davis, Raed Saleh, Cindy Arlette Contreras Bautista                                                                                                  | [ 15 ] |

### 2018
| Pioneiros | Tiffany Haddish, "Cameron Kasky, Jaclyn Corin, David Hogg, Emma Gonzaléz e Alex Wind", Kumail Nanjiani, Cardi B, Nice Nailantei Leng'ete, Chloe Kim, Carl June, Jan Rader, Peggy Whitson, Issa Rae, Bhavish Aggarwal, Jesmyn Ward, Ruth Lady Gaga, Davidson, Whitney Wolfe Herd, Marcia Branchesi, Ann McKee, Trevor Noah, Jian-Wei Pan | [ 16 ] |
| Artistas  | Nicole Kidman, Hugh Jackman, Gal Gadot, Ryan Coogler, Sterling K. Brown, Millie Bobby Brown, Kehind Wiley, Christian Siriano, Lena Waithe, Greta Gerwig, Roseanne Barr, Shawn Mendes, Guillermo Del Toro, Deepika Padukone, JR, Jimmy Kimmel, Judy Chicago, John Krasinski | [ 16 ] |
| Líderes   | Satya Nadella, Donald Trump, Príncipe Harry, Meghan Markle, Carmen Yulín Cruz, Príncipe Mohammed Bin Salman, Sadiq Khan, Justin Trudeau, Xi Jinping, Sean Hannity, J.J. Watt, Robert Mueller, Kenneth C. Frazier, Nancy Pelosi, Kim Jong Un, Leo Varadkar, Emmerson Mnangagwa, Jacinda Ardern, Savannah Guthrie e Hoda Kotb, Shinzo Abe, Sheikh Hasina, Jeff Sessions, Moon Jae-In, Emmanuel Macron, Mauricio Macri, Scott Pruett, Haider Al-Abadi | [ 16 ] |
| Ícones    | Jennifer Lopez, Chadwick Boseman, Rihanna, Adam Rippon, Tarana Burke, Cristina Jiménez, Janet Mock, Kesha, Kevin Kwan, "Ronan Farrow, Jodi Kantor e Meghan Twohey", Maxine Waters, Sinta Nuriyah, Rachel Denhollander, Daniela Vega, Virgil Abloh, Christopher Wylie | [ 16 ] |
| Titãs     | Roger Federer, Oprah Winfrey, Jeff Bezos, Cindy Holland, Kevin Durant, Elon Musk, Sonia Friedman, Giuliano Testa, Masayoshi Son, Elizabeth Diller, Virat Kohli, Adam Neumann, Pony Ma, José Andrés | [ 16 ] |

### 2019
| Pioneiros | Sandra Oh, Indya Moore, Marlon James, Chrissy Teigen, Massimo Bottura, Hassan Minhaj, Samin Nosrat, Ninja, Arundhati Katju e Menaka Guruswamy, Naomi Osaka, Leah Greenberg e Ezra Levin, Fred Swaniker, Lynn Nottage, Tara Westover, Andam Bowen e James Monsees, Barbara Rae-Venter, He Jiankui, Aileen Lee, Jay O'Neal e Emily Comer, Shep Doeleman                                                                                 | [ 17 ] |
| Artistas  | Dwayne Johnson, Regina King, Khalid, Emilia Clarke, BTS, Brie Larson, Joanna e Chip Gaines, Ariana Grande, Mahershala Ali, Glenn Close, Rami Malek, Luchita Hurtado, Ozuna, Dream Hampton, Richard Madden, Yalitza Aparicio, Clare Waight Keller | [ 17 ] |
| Líderes   | Nancy Pelosi, Donald Trump, Greta Thunberg, Andrés Manuel López Obrador, Alexandria Ocasio-Cortez, Jacinda Arden, Juan Guaidó, Abiy Ahmed, Mitch McConnell, Brett Kavanaugh, Jane Goodall, Benjamin Netanyahu, Zhang Yiming, Hoesung Lee, William Barr, Papa Francisco, Xi Jinping, Leana Wen, Imran Khan, Príncipe Mohamed Bin Zayed, Cyril Ramaphosa, Robert Mueller, Mahatir Mohamad, Matteo Salvini, Jair Bolsonaro, Zhang Kejian | [ 17 ] |
| Ícones    | Taylor Swift, Michelle Obama, Spike Lee, Christine Blasey Ford, David Hockney, Desmond Meade, Lady Gaga, Radhya Almutawakel, Pierpaolo Piccioli, Maria Ressa, Caster Semenya, Mirian G, Grainnie Griffin, Ailbhe Smyth e Orla O'Connor, Loujain Al-Hathloul | [ 17 ] |
| Titãs     | Mohamed Salah, Lebron James, Jennifer Hyman, Gayle King, Mark Zuckerberg, Tiger Woods, Jeanne Gang, Bob Iger, Pat McGrath, Alex Morgan, Vera Jourova, Ryan Murphy, Mukesh Ambani, Ren Zhengfei, Marillyn Hewson, Jerome Powell | [ 17 ] |

### 2020
| Pioneiros | Megan Thee Stallion, Giannis Antetokounmpo, Ibram X. Kendi, Nathan Law, Tomi Adeyemi, Astronautas Christina Koch e Jessica Meir, Julie K. Brown, Cecilia Martinez, Maya Moore, Chase Strangio, Zhang Yongzhen, Tourmaline, Waad Al-Kateab, Abubacarr Tambadou, Gabriela Cámara, Camilla Rothe, Rebecca Gomperts, Ravindra Gupta, Lauren Gardner, Shi Zhengli, Shiori Itō |
| Artistas  | The Weekend, Ali Wong, Michael B. Jordan, Selena Gomez, J Balvin, JoJo Siwa, Halsey, Phoebe Waller-Bridge, Jennifer Hudson, Yo-Yo Ma, Dapper Dan, Anaïs Mitchell, Michaela Coel, Bong Joon-ho, LASTESIS, Julie Mehretu, Ayushmann Khurrana |
| Líderes   | Anthony Fauci, Kamala Harris, Tsai Ing-wen, John Roberts, Xi Jinping, Donald Trump, Caesar, Angela Merkel, Joe Biden, Jair Bolsonaro, Nancy Pelosi, Narendra Modi, William Barr, Anne Hidalgo, Tedros Adhanom, Mary Kay Henry, Nemonte Nenquimo, Ursula von der Leyen, Jeong Eun-kyeong, Bonnie Castillo, Jean-Jacques Muyembe-Tamfum, Yousef Al Otaiba                  |
| Ícones    | Amy O'Sullivan, Fundadoras do Black Lives Matter Alicia Garza, Patrisse Cullors e Opal Tometi, Ady Barkan, Billy Porter, Naomi Osaka, Angela Davis, Chi Chia-wei, Megan Rapinoe, Felipe Neto, Allyson Felix, Sister Norma Pimentel, David Hill, Arussi Unda, Nury Turkel, Lina Attalah, Bilkis                                                                           |
| Titãs     | Gabrielle Union, Dwyane Wade, Sundar Pichai, Tyler Perry, MacKenzie Scott, Robert F. Smith, Lewis Hamilton, Jerome Powell, Eric Yuan, Patrick Mahomes, Claire Babineaux-Fontenot, Greg Berlanti, Shari Redstone, Tony Elumelu, Zhong Nanshan, Kristalina Gueorguieva, Lisa Nishimura, Charles Quinton Brown Junior, Daniel Zhang, Gwynne Shotwell, Tunji Funsho          |

### 2021
| Pioneiros  | Billie Eilish, Benjamin Crump, Adi Utarini, Sunisa Lee, Felwine Sarr e Bénédicte Savoy, Fatih Birol, Aurora James, Adar Poonawalla, Phyllis Omido, Frans Timmermans, Indyra Mendonza e Claudia Spellmant, Roger Cox, Olimpia Coral Melo Cruz, Dorottya Rédai, Esther Ze Naw Bamvo e Ei Thinzar Maung         |
| Artistas   | Kate Winslet, Bad Bunny, Chloé Zhao, Jason Sudeikis, Scarlett Johansson, Lil Nas X, Jessica B. Harris, Bowen Yang, Tracee Ellis Ross, Mark Bradford, N. K. Jemisin, Steven Yeun, Daniel Kaluuya, Omar Sy, Barbara Kruger, Kane Brown                                                                         |
| Líderes    | Ngozi Okonjo-Iweala, Joe Biden, Xi Jinping, Liz Cheney, Kamala Harris, Mario Draghi, Tucker Carlson, Naftali Bennett, Stacey Abrams, Nayib Bukele, Donald Trump, Narendra Modi, Mahbouba Seraj, Joe Manchin, Ebrahim Raisi, Rochelle Walensky, Mamata Banerjee, Ron Klain, Elisa Loncón, Abdul Ghani Baradar |
| Ícones     | Henry Charles e Meghan Markle, Naomi Osaka, Alexei Navalny, Britney Spears, Sherrilyn Ifill, Dolly Parton, Shohei Ohtani, Cathy Park Hong, Luis Manuel Otero Alcántara, Nasrin Sotoudeh, Manjusha P. Kulkarni, Russell Jeung e Cynthia Choi, Muna El-Kurd e Mohammed El-Kurd                                 |
| Titãs      | Simone Biles, Tim Cook, Shonda Rhimes, Timbaland e Swizz Beatz, Nikole Hannah-Jones, Tom Brady, Youn Yuh-jung, Allyson Felix, Angélique Kidjo, Kenneth C. Frazier e Kenneth I. Chenault, Luiza Trajano |
| Inovadores | Jensen Huang, Elon Musk, Adrienne Banfield Norris, Willow Smith e Jada Pinkett Smith, Katalin Karikó, Mary Barra, John Nkengasong, MiMi Aung, Vitalik Buterin, Viya, Barney Graham, Friederik Otto e Geert Jan Van Oldenborgh, Kengo Kuma, Sara Menker, Lidia Morawska                                       |

### 2022
| Pioneiros  | Candace Parker, Frances Haugen, Questlove, Sônia Guajajara, Stéphane Bancel, Emily Oster, Valérie Masson-Delmotte e Panmao Zhai, Eileen Gu, Tulio de Oliveira e Sikhulile Moyo, Nan Goldin, Mazen Darwish e Anwar al-Bunni, Emmett Schelling, Cristina Villareal Velásquez e Ana Cristina González Vélez, Gregory L. Robinson                                    |
| Artistas   | Simu Liu, Andrew Garfield, Zoë Kravitz, Sarah Jessica Parker, Amanda Seyfried, Quinta Brunson, Pete Davidson, Channing Tatum, Nathan Chen, Mila Kunis, Jeremy Strong, Faith Ringgold, Ariana DeBose, Jazmine Sullivan, Michael R. Jackson |
| Líderes    | Mia Mottley, Volodymyr Zelensky, Ketanji Brown Jackson, Joe Rogan, Xi Jinping, Ursula von der Leyen, Ron DeSantis, Joe Biden, Yoon Suk-yeol, Vladimir Putin, Olaf Scholz, Samia Suluhu, Kevin McCarthy, Karuna Nundy, Abiy Ahmed Ali, Kyrsten Sinema, Gabriel Boric, Khurram Parvez, Letitia James, Valerii Zaluzhnyi, Lynn Fitch, Umar Ata Bandial, Sun Chunlan |
| Ícones     | Mary J. Blige, Dmitry Muratov, Issa Rae, Keanu Reeves, Adele, Rafael Nadal, Maya Lin, Jon Batiste, Nadine Smith, Peng Shuai, Hoda Khamosh |
| Titãs      | Tim Cook, Oprah Winfrey, Christine Lagarde, Michelle Yeoh, Gautam Adani, Kris Jenner, Andy Jassy, Sally Rooney, Hwang Dong-hyuk, Sam Bankman-Fried, Megan Rapinoe, Becky Sauerbrunn e Alex Morgan, Elizabeth Alexander, David Zaslav |
| Inovadores | Zendaya, Taika Waititi, Miranda Lambert, Derrick Palmer e Chris Smalls, Josh Wardle, Michelle Zauner, Demna, Timnit Gebru, Mike Cannon-Brookes, Bela Bajaria, Sevgil Musayeva, Diébédo Francis Kéré, David Vélez, Michael Schatz, Karen Miga, Evan Eichler e Adam Phillippy                                                                                      |

### 2023
| Pioneiros  | Doja Cat, Mikaela Shiffrin, Bella Hadid, Sam Altman, Niloofar Hamedi e Elaheh Mohammadi, Thom Browne, S. S. Rajamouli, MrBeast, Elizabeth Mrema, Britney Schmidt e Peter Davis, Sam Rivera, Robin Zeng, Edward Reynolds, Margaret Mitchell |
| Artistas   | Michael B. Jordan, Drew Barrymore, Ali Wong, Austin Butler, Aubrey Plaza, Rian Johnson, Salma Hayek, Zoë Saldaña, Judy Blume, Colin Farrell, Lea Michele, Simone Leigh, Wolfgang Tillmans, Suzan-Lori Parks, Neil Gaiman, Shervin Hajipour, El Anatsui, Colleen Hoover, Steve Lacy                                                              |
| Líderes    | Olena Zelenska, Luiz Inácio Lula da Silva, Hakeem Jeffries, Evan Gershkovich, Janet Yellen, Sherry Rehman, Mitch McConnell, Anthony Albanese, Margrethe Vestager, Joe Biden, Samuel Alito, Gustavo Petro, Gina Raimondo, Oleksandra Matviichuk, Fumio Kishida, Cindy McCain, María Herrera Magdaleno, Olaf Scholz, Bola Tinubu, Min Aung Hlaing |
| Ícones     | Jennifer Coolidge, Ke Huy Quan, Sara Mardini e Yusra Mardini, Shahrukh Khan, Pedro Pascal, Brittney Griner, Carlos III do Reino Unido, Salman Rushdie, RowVaughn Wells, Tracie D. Hall, Peng Lifa, Shannon Watts, Haluk Levent, Imara Jones, Yvon Chouinard                                                                                     |
| Titãs      | Angela Bassett, Laurene Powell Jobs, Lionel Messi, Padma Lakshmi, Johan Rockström, Beyoncé, Patrick Mahomes, Elon Musk, Gina Prince-Bythewood, Karen Lynch, Shou Zi Chew, Özlem Türeci e Uğur Şahin, Deborah Lipstadt |
| Inovadores | Bob Iger, Sarah Kate Ellis, Kylian Mbappé, Natasha Lyonne, Monica Simpson, Nathan Fielder, Wanjira Mathai, Hidetaka Miyazaki, Jerrod Carmichael, Catherine Coleman Flowers, Sean Sherman, Iga Świątek, Kate Orff, Dimie Ogoina, Andrea Kritcher                                                                                                 |